# Jack Abbott
 (juillet 2021).
 (juillet 2021).
Pour les articles homonymes, voir Abbott.
John "Jack" Abbott, Jr. est un personnage du feuilleton télévisé Les Feux de l'amour. Il est interprété par Terry Lester de 1980 à 1989 avant d'être définitivement joué par Peter Bergman depuis 1989.
Les Feux de l'amour sont diffusés aux États-Unis depuis le 26 mars 1973. En France, le feuilleton commence sur TF1 le 16 août 1989 avec l'épisode N° 3263 (diffusé aux États-Unis le 10 janvier 1986). Les 13 premières saisons n'ont jamais été diffusées (les épisodes tournés de 1973 à 1985 resteront à tout jamais inédits, au total 3262 épisodes). TF1 commence la diffusion avec les épisodes de 1986. 3 ans de décalage avec la diffusion américaine. Actuellement en France (Depuis janvier 2017), nous avons 2 ans et 11 mois de retard par rapport aux États-Unis.

## Son histoire

### Élevé loin de sa mère
- John Abbott Junior est le fils aîné de John Abbott et Dina Mergeron. Lorsque cette dernière quitte le domicile conjugal, c'est la gouvernante Mamie Johnson qui s'occupe de lui et de ses sœurs Ashley et Traci pendant que John fonde la société de cosmétiques Jabot.
- Jack participe à la guerre du Viêt Nam avant de revenir travailler à Jabot.

### Les années libertinage de Jack
- Jack devient PDG de Jabot. Il vient d'embaucher Jill Foster et tombe sous le charme. John lui-même rencontre Jill mais elle ne lui révèle pas qu'elle sort avec Jack. Déjà déçu par son premier amour Dina, John vire Jill mais Jack se permet de la réengager.
- Afin de prouver à sa famille qu’il a mûri, il commence à voir la douce Patty Williams mais a une relation avec l’un de ses mannequins, Diane Jenkins. Elle le fait chanter. Le jour de son mariage avec Patty, Ashley est même obligée de sortir son frère du lit où il est avec Diane. C’est Jill qui révèle à Patty que Jack la trompe. Elle fait une fausse couche. Jack souhaite se faire une vasectomie mais Patty refuse et lui tire dessus. Jack est paralysé et pendant sa convalescence, c’est Ashley qui dirige Jabot. Mais elle est tellement performante que Jack se retrouve obligé de diriger Jabot avec elle. Ils apprennent que Dina essayait de racheter l’entreprise mais qu'elle s'était rétracté vu qu’elle était déjà à la tête de la société de son feu mari, Mergeron. Patty, qui avait perdu la mémoire à cause de l’accident, la retrouve et divorce.
- Diane comprend que Jack n’a aucun sentiment pour elle et accepte la demande en mariage d’Andrew Richards. Lorsqu'elle divorce, elle espère redevenir la petite amie de Jack, mais il préfère vivre aux côtés de Jill.
- Quand John demande Jill en mariage, Jack est surpris et tente à tout prix de dissuader John en lui révélant par exemple que Jill est déjà la mère d'un enfant, Philip. mais rien n’empêche le mariage.
- Jack reste l’amant de Jill avec qui il a sans cesse des disputes au sujet de Diane. Il la suit en montagne, ils se retrouvent bloqués dans un téléphérique et font l’amour. Mais ils ne savent pas qu’une ancienne conquête de Jack, Lindsay Wells les a photographiés. Afin d’éviter tout scandale, Jack épouse Lindsay mais elle comprend que c'est par peur qu’elle ne montre les photos et annule le mariage ; elle vend les photos à l’ennemie jurée de Jill, Katherine Chancellor. Celle-ci les envoie à John après avoir préalablement coupé la tête de Jack pour le préserver. John a une crise cardiaque. Il divorce de Jill. Jack a repris le contrôle de Jabot seul après qu’Ashley a sombré dans la dépression.
- Un jour, John surprend Jack sous la douche et reconnaît la marque de naissance de l’amant de Jill. Il renvoie Jack et le remplace par Brad Carlton, son gendre (le mari de Traci). Jack mène alors une enquête sur Brad et découvre qu'il a déjà été marié à Lisa Mansfield, la fille folle d'un homme d'affaires. Lisa peut enfin retrouver la trace de Brad grâce à Jack. Elle enferme Brad dans un chalet en haute montagne alors qu'il est malade. Pendant ce temps, Jack commence à fréquenter Lauren Fenmore, l'ancienne maîtresse de Brad et l'emmène skier. Là, elle reconnaît Lisa et la suit. Les deux femmes se battent mais Jack sauve Lauren et par la même occasion Brad. Lisa s'enfuit.
- Jack accuse Jill de tous les maux ; elle est victime d’une tentative d’assassinat et Jack est accusé. Il plaide coupable de peur que son père à la santé fragile fasse une crise cardiaque. Les preuves étant trop faibles, il n'écope que de travaux d’intérêt général dans le centre d’Ellen Winters. Le vrai coupable est le masseur Sven et Jack sauve encore Jill d'une tentative d'assassinat. Il est relâché mais Ellen ne veut pas le suivre.

### La naissance d'une rivalité éternelle avec Victor Newman
- Jack a une aventure avec Nikki, l'épouse de Victor Newman. Jack espère ainsi s’emparer des actions de Mergeron que Marc, beau-fils de Dina Mergeron, a vendues à Victor. Jack essaie ensuite d’oublier Nikki mais est pourchassé par le fisc. Afin de se venger de Victor qui refuse de lui céder les actions Mergeron, il contacte la journaliste Leanna « Love » Randolph afin qu’elle écrive une biographie non autorisée sur Victor. Leanna découvre qu’Ashley s’est fait avorter du bébé de Victor et en parle dans son livre. Il fait scandale et Victor épouse Leanna afin qu’Ashley soit épargnée. Nikki fait annuler ce mariage prétextant que son divorce avec Victor n’a pas été prononcé. Après le verdict, Victor refuse de réépouser Leanna car elle est aussi la maîtresse de Jack.
- Victor veut se venger de Jack et rachète Jabot en nommant Brad à un poste supérieur à celui de Jack. Jack se venge à son tour ; en éloignant James Grainger de Nikki, il approfondit sa relation avec elle. Victor essaye de la reconquérir mais Nikki et Jack se marient alors qu'elle vient d'accoucher de Nicholas. Jack est très présent pour Nick qui le considère comme un second père. Soupçonnant les véritables intentions de Jack, Victor lui propose de lui redonner Jabot s’il divorce de Nikki. L’entreprise familiale est tout pour Jack qui accepte. Victor parvient à garder Jabot grâce au contrat. Nikki est offusqué de ce qu’a fait Jack et tient à divorcer même si Jack a sauvé sa fille Victoria de la noyade.
- Nikki est enceinte et ne peut divorcer de Jack. De plus, Victor et Ashley sont mariés. Nikki devient alcoolique, fait une fausse couche et contracte une maladie dorsale due à une chute de cheval. Elle commence à devenir dépendante des cachets et de l’alcool. Victor l’aide et elle consent à se faire opérer quand Nick la retrouve évanouie dans la neige. La retrouvant sobre et en bonne santé, Jack lui demande d’avoir un enfant.
- Mais il complote aussi avec Brad afin d’arracher Jabot des mains de Victor. S’ensuit une dispute ; le plafond s’écroule sur Victor. Jack appelle les secours. À l’hôpital, Victor demande à Nikki de l’épouser mais Nikki est enceinte et obligée de rester la femme de Jack. La situation est tendue et, après une dispute avec Victor, Nikki tombe des escaliers et donne prématurément naissance à un bébé qui ne survivra pas. Jack et elle décident alors de donner le cœur du bébé à un enfant dans le besoin dont les parents l’appelleront Jack. C'est la fin du mariage de Jack et Nikki.
- Victor quitte la ville pour se reposer mais a un accident et arrive au Kansas où il rencontre Hope Wilson avec qui il décide paisiblement de vivre jusqu’à ce qu’il apprenne par un ami, Douglas Austin, que Jack s’est emparé de Jabot. Il revient alors furieux en compagnie de Hope et renvoie toute la famille Abbott. Jack et Ashley essaient de créer une nouvelle entreprise mais le prêt leur est refusé ; John a une crise cardiaque. Jack supplie alors Victor de les réembaucher, ce qu’il fait, conseillé par Hope. À cette époque, John s'est remarié avec Jill qui a accouché de William.

### Une famille vietnamienne
- Jack commence à fréquenter Marilyn Mason (Mari Jo). Il reçoit la visite de Luan, la femme avec qui il avait fait l'amour au Viêt Nam, qui lui annonce qu'elle s'est installée en ville il y a peu et que son fils, Keemo, qui vit encore en Asie est de Jack. Jack laisse tomber Mari Jo pour voir Luan et rencontre Keemo et sa demi-sœur, Mai Volien. Mari Jo, furieuse, essaie de les faire rompre. Jack part seul en vacances à cause des malentendus qu'elle cause. Mari Jo le suit mais il refuse ses avances et se rend compte qu’il aime Luan. Il l’épouse ; Luan est en phase terminale d’un cancer. Jack n’en parle pas aux enfants et s’arrange afin que ses derniers moments soit les meilleurs de sa vie. Luan meurt. Keemo en veut à Jack de lui avoir caché la vérité mais lui pardonne et repart au Vietnâm.
- Jack revoit Mari Jo et prévoit à son tour de l’épouser. Quand Keemo l’apprend, il envoie un fax à Victor le prévenant du danger que représente Mari Jo. Celui-ci en parle à Christine Blair. Mari Jo tire alors sur Victor et enferme Christine dans une cave. Victor se remet et libère Christine tandis que Mari Jo est internée.

### Le complot de Jack et Brad
- Jack devient le mentor de Nick au sein de Newman Entreprises et le pousse à acheter la société de Keith Dennison bien qu'il connaisse l'opposition de Victor à ce sujet. Victor est mécontent et se dispute avec Nick ce qui éloigne ce dernier de son père.
- Diane, devenue architecte, revient en ville et reconquiert Jack, malgré les réticences d’Ashley. Jack la demande même en mariage. Elle assiste à l’une des nombreuses disputes de Jack et Victor et en parle à Victor, qui, impressionné par son culot, lui propose de dessiner les plans des tours Newman. Jack ne va pas avoir confiance et Diane s’en aperçoit. Elle rompt leurs fiançailles pour aller avec Victor.
- Victor garde un œil sur Jack et engage Phyllis Summers afin qu’elle l’espionne mais Jack le découvre et elle est obligée de quitter la ville.
- Victor et Diane décident de divorcer à cause de Nikki et, trop préoccupé à gérer son divorce, Victor nomme Brad et Jack comme intérimaires. Le verdict prononcé, le jet de Victor a un accident et il se fait capturer par Chet Delancy. Jack et Brad en profitent pour accaparer Newman Entreprises grâce à la voix décisive de Diane qui a obtenu après son divorce un siège au Conseil d’Administration. Grâce aux soins de Ramona Caceres, Victor s’en sort et revient en ville. Il est obligé de laisser Jabot à Jack mais l’entreprise a une dette envers lui.

### Le mariage avec Phyllis: de la rivalité avec Diane à la guerre des cosmétiques
- Jack parie tout sur le programme « Ados de Jabot » en engageant son demi-frère William ainsi que ses amis Britanny Hodges, Rianna Miner et Raul Guiettirez.
- Il cherche le meilleur webmaster du pays qui n'est autre que Phyllis qu'il engage. Rapidement, il est attiré par cette femme mais sa famille, surtout Ashley, va y trouver à redire, lui préférant Bunny Hutchison. Jack veut épouser Phyllis mais Phyllis a déjà été mariée au rockeur Danny Romalotti et le mariage s’est très mal fini, Phyllis perdant la garde de Danny Jr. Comme sa relation avec Jack se complique, elle préfère quitter Jabot à la fin de la première saison des "Ados de Jabot" pour rejoindre Victor tandis que Jack la remplace à contrecœur par Sean Bridges.
- Jack réussit à convaincre Phyllis de l’épouser mais elle fait une grossesse extra-utérine, ce qui l’empêchera d’avoir d’autres enfants. Sachant que c’était le rêve de Jack, Phyllis ne veut plus l’épouser mais Jack la persuade et ils se marient à Noël, Ashley étant demoiselle d’honneur de Phyllis.
- Phyllis veut tenter la fécondation in vitro pour donner un enfant à Jack mais elle tombe malade et doit arrêter. Nikki annonce alors à Jack que le sperme qu’il avait gardé après sa vasectomie a été volé par Diane et que cette dernière a accouché de Kyle. Jack veut réclamer la garde exclusive de Kyle. Phyllis et Diane se haïssent ; Michael Baldwin va faire en sorte que Diane gagne le procès afin que Phyllis, dont il est un ami proche, retrouve la paix. Diane réussit grâce à la réaction de Phyllis à la barre quand Michael l'interroge sur Danny Jr. Jack propose à Diane de venir habiter chez lui. Plusieurs incidents éclatent entre Phyllis et Diane (par exemple, Diane accuse Phyllis de lui avoir écrasé la jambe) ; le plus notable est l’incendie de la pergola dans laquelle vivait Diane. Phyllis va être emprisonnée et persuade Jack de séduire Diane afin qu’elle lui révèle la vérité. Jack découvre ainsi que le plâtre que Diane portait depuis son soi-disant accident était une mise en scène. Phyllis est innocentée mais il n’y a pas assez de preuves retenues pour incriminer Diane.
- Phyllis mène alors l'enquête à sa manière. Jack et elle font chanter Diane : soit elle confie la garde de Kyle à Jack ; soit elle est dénoncée. Dos au mur, Diane accepte.
- La relation entre Jack et Phyllis se détériore rapidement à cause de la guerre des cosmétiques que se livrent Jack et Victor avec Tuvia pour l'un, Safra pour l'autre. Victor s’approprie la société Satine et Jack se vengera en engageant le chimiste convoité par Victor, Damon Porter. Jack demande à Phyllis de le rejoindre à Jabot mais elle refuse. Jack se rapproche de Diane (qui investit plusieurs millions de dollars pour sauver Jabbott) et Phyllis de Damon.
- Victor avoue à Phyllis qu’il a corrompu les vendeurs. Drucilla Winters, ambassadrice de Tuvia, devient une rivale de Phyllis. Dans le même temps, Vanessa Lerner, une amie de Damon arrive chez Jabot avec la formule d’une crème révolutionnaire, pour laquelle on a besoin d'une orchidée. Afin de participer aux recherches, Drucilla organise son remariage au Japon avec Neil Winters, le bras-droit de Victor, mais Neil demande à Phyllis de les suivre pour enquêter. S'invite alors également au mariage Jack pour, lui, surveiller Phyllis. Il est le témoin de Neil. Phyllis reçoit le bouquet de la mariée et elle apprend que les orchidées qui le composent sont celles recherchées par Jabot.
- Elle les offre alors à Jack pour faire la paix mais il en a déjà et les accepte. Furieuse, Phyllis les vole. Diane retente sa chance avec Jack mais il ne se laisse pas séduire. Diane retrouve alors Phyllis et lui prend une des orchidées en lui ordonnant de rendre l’autre à Jack si elle ne veut pas que ce soit elle qui le fasse. Phyllis cède mais Diane confie à Drucilla qu’elle a agi contre son gré ; Drucilla dévoile tout à Jack.
- Jack pousse Nick, en froid avec son père, à dénoncer aux Fédéraux ce qu'il sait : Victor a corrompu les détaillants. Un procès a lieu et Jack témoigne contre Victor l'accusant de tous les soucis de Jabot et de sa famille. Son témoignage est suivi de celui de Phyllis qui loue les qualités de Victor. Ce témoignage et celui de Nikki sont décisifs : Victor ne va pas en prison. C’est la fin du mariage de Jack et Phyllis. Jack rend Kyle à Diane qui partira en Italie.

### Le retour à la débauche
- Ashley, qui éprouve toujours des sentiments pour Victor, convainc le Conseil d'Administration de Jabot d'accepter son offre de 75 millions de dollars même si cette offre ne peut se faire que si Jack est renvoyé de Jabot. Jack a donc tout perdu et a une aventure (plus de 20 ans après la première) avec Jill, devenue alcoolique après avoir appris que sa vraie mère est Katherine.

### Jack, PDG des Industries Chancellor
- Katherine Chancellor autorise Jill et Jack à se mêler des affaires des Industries Chancellor et ils vont soupçonner le PDG, Elliot Hampton, d’escroquer Katherine. Ce dernier séduit alors Jill et la demande en mariage afin d’être en situation d'immunité mais Jack prouve qu’il est un escroc. Elliot s'enfuit, sans Jill qui préfère être loyale envers Jack et Katherine
- Katherine et Jill se remettent à se haïr quand Katherine accuse Jill d'être responsable du départ d'Arthur Hendricks. Katherine embauche Jack pour remplacer Elliot et elle ajoute une clause au contrat : Jill est interdite de travail aux Industries Chancellor.
- Toujours soutenu par Ashley, Victor peut devenir PDG de Jabot. Jack est furieux et veut faire en sorte de racheter Jabot par l'intermédiaire des Industries Chancellor. Katherine y est opposée et Jill la menotte au lit pour laisser la transaction se faire. Katherine refusant plus que jamais de laisser Jill travailler aux Industries Chancellor, Jack cherche un nouveau PDG pour Jabot. Nick, devenu PDG de Newman Entreprises, l'informe alors du retour prochain de sa sœur Victoria qui veut diriger la société à ses côtés. Jack va la trouver en Italie pour la convaincre de rejoindre Jabot mais elle hésite tandis que Brad démissionne de chez Jabot, furieux de ne pas être choisi par Jack.
- Phyllis et Danny Jr. se sont enfin retrouvés mais ce dernier subit le courroux des Newman qui l'accusent d'avoir tué Cassie Newman dans un accident de voiture. Jack soutient à nouveau Phyllis qui a été chassée de la sellerie Newman ainsi que de son poste à Newman Entreprises. Il lui achète un appartement et l'engage à Jabot. Danny Jr. est innocenté car il est prouvé que c'était Cassie qui conduisait. Pourtant, il reçoit un refus de Vicky quant à sa demande d'embauche. Jill est l'heureuse promue quand Katherine revient à de bons sentiments.
- Phyllis est réembauchée par Nick qui s’est excusé auprès d’elle mais Jack lui demande de pirater le système informatique de l’entreprise. Elle le fait mais se rétracte et avoue sa faute à Nick. Ils commencent alors à avoir une relation secrète ; Nick (après la mort de Cassie) s'est éloigné de Sharon, sa femme. Jack et Phyllis rompent lorsqu’il refuse de financer N.V.P. Nick et Phyllis se séparent également après que Danny Jr. les a surpris au lit. Phyllis a une dernière nuit avec Jack.

### Jack l'Impitoyable
- John, marié à Gloria Fisher, la mère de Michaël et Kevin, est condamné à 7 ans de prison pour le meurtre de Tom Fisher, l'ex de Gloria qui la faisait chanter. Jack et Ashley considèrent que Gloria est responsable de l'emprisonnement de John ; la guerre est déclarée entre eux. Victor convainc John de signer une procuration à Gloria afin qu'elle ne soit pas renvoyée de Jabot.
- Pour se venger, Gloria empoisonne la nouvelle crème d’Ashley afin de la dévaloriser aux yeux de John. Jack a envoyé les échantillons trop tôt et Emma Gibson en est morte. Andrew Gibson a porté plainte. Jack apprend que les Gibson voulaient accuser un restaurant d’intoxication et les insulte lors d’une réunion. Gloria diffuse les propos sur le web ; Gibson gagne le procès. Jack est viré des Industries Chancellor et interdit de travail chez Jabot. Katherine embauche Carmen Mesta afin d’améliorer la réputation de Jabbott, qui va mal.
- Jack a appris que Phyllis couchait avec Nick, car Sharon les a surpris ; il sort avec Carmen mais leur relation ne mène nulle part vu qu’il s’en sert seulement pour rendre Phyllis jalouse. Les choses se compliquent quand Phyllis tombe enceinte alors que les médecins avaient dit qu’elle ne le pourrait plus. Elle ne sait pas qui, de Jack ou de Nick, est le père. Elle essaie de garder le secret mais a un accident de voiture avec Sharon et sa grossesse devient publique. Le père est Nick et ils se marient.
- John commence à perdre la raison et Jack en profite pour lui faire rayer Gloria de son testament. John meurt ; Gloria ne touche rien vu que leur mariage est resté invalide. Jack est impitoyable avec elle, la vire de la maison et ne la laisse pas assister au service funéraire de John. De plus, il profite de ce que Victor est malade pour racheter N.V.P. et lui soutirer de l’argent pour faire racheter Jabot par Ji-Min Kim, un homme de paille. Afin de dissiper les soupçons, Jack et Ji-Min rompent le partenariat Jabot / N.V.P. mais Carmen les surprend. Jack veut lui offrir un travail en Asie puis une somme d’argent assez importante pour qu’elle quitte la ville mais Carmen est retrouvée morte.
- Jack donne le travail prévu pour Carmen à William après qu'il l'a aidé à espionner Katherine pour racheter Jabot et paie la dette de William à de nombreux bookmakers. Ashley, dégoûtée de l’attitude de son frère, part vivre à Hong-Kong avec sa fille Abby. Il entame une relation avec Sharon et devient impitoyable envers Phyllis jusqu’à ce qu’ils soient bloqués dans un ascenseur. Là, Phyllis sent ses premières contractions et Jack l’aide à accoucher de Summer Newman. Ils se réconcilient et Jack s'adoucit.

### L'année Sénat
- Victor s’est rendu compte que Jack s’était servi de lui et qu’il possède Jabot et le pousse à devenir sénateur en l’aidant à se débarrasser du sénateur Carter Bodi. Jack crée un nouveau projet de zone commerciale, Clear Springs.
- Nikki souhaite contrecarrer Jack et se présente face à lui. La lutte est sans merci. Jack vire David Chow, son directeur de campagne (qui est réembauché par Nikki) et embauche Ben Hollander. Jack épouse Sharon et l’invite chez lui avec son fils Noah Newman. Jack croit être devenu le meilleur ami de Victor, mais Michaël et Victor piègent Ji-Min en enregistrant ses aveux sur cassette. Le même jour, Nick est déclaré mort à la suite du crash de son jet. Jack doit rendre N.V.P. à Victor mais, comme celui-ci s’absente pour aller à la recherche de son fils Adam Newman (à la suite de la mort de Nick), Jack en profite pour vendre Jabot à Katherine. Phyllis et Sharon s’allient et filment le baiser de Nikki et David qu’elles mettent sur le net à la demande de Jack. Il est élu sénateur du Wisconsin.
- Victor revient et est heureux que Jack ait gagné pour assouvir sa vengeance mais il est furieux d’apprendre que Jack n’est plus propriétaire de Jabot et promet de se venger. Ji-Min, pour les beaux yeux de Jill, décide de rendre public le scandale Jabot mais est retrouvé assassiné avant l’interview. Victor envoie la cassette des aveux au Sénat. Jack doit passer devant le comité d’éthique.
- Nick revient en ville sain et sauf. Il est amnésique et toujours amoureux de Sharon qu’il parvient à embrasser. Brad intrigue pour que Jack apprenne tout sur le baiser et le rend même public. Jack pardonne à Sharon mais pas à Nick. Malgré la tension qui règne entre Nick, Jack et Sharon, ils décident d’organiser à Clear Springs un gala en mémoire de Cassie vu que Nick ne se souvient plus du premier. Alors qu’ils visitent les lieux, une explosion retentit, ils sont tous trois coincés sous les décombres. Seuls deux d'entre eux peuvent en sortir et Jack décide de se sacrifier, attendant les secours mais il finit par s’évanouir après avoir écrit une lettre d’amour à Sharon. Il est retrouvé par Victor qui le sauve mais il ne lui est pas longtemps reconnaissant.
- Phyllis est libérée de prison où elle avait été envoyée pour avoir fait chanter Brad ; elle était en compagnie de Jana Hawkes, la petite amie de Kevin. Elle rencontre l’aumônier de John, Owen Anderson qui lui raconte la proche amitié de ce dernier avec Todd Scheler. Jana qui a entendu en parle à Kevin et Gloria qui se mettent à la recherche de Todd, espérant qu’il puisse prouver que le dernier testament de John était truqué ; mais ils ne trouvent que son fils, Todd Scheler Jr. qui leur donne une lettre de John confiée à son père. Dans cette lettre, John explique comment son fils l’a manipulé, et Gloria la lit devant le comité d’éthique. Jack voit encore une fois tout s’effondrer autour de lui : Sharon le quitte, il doit rendre l’héritage de John à Gloria et démissionner du Sénat. Phyllis s'en veut et répare son erreur en faisant lire à Sharon la lettre d’amour écrite par Jack quand il croyait qu’il allait mourir. Ils parviennent à se réconcilier et reçoivent même Ashley pour Noël mais doivent accueillir chez eux Gloria et son nouveau mari Jeffrey Bardwell.
- La cohabitation ne se passe pas très bien, Gloria ne veut pas accorder ses faveurs à Jeff dans la maison de son défunt époux. Jack et lui décident alors de s'associer et engagent Alistair Wallingford, le sosie de John pour qu'il se fasse passer pour un fantôme et chasse Gloria du manoir. Mais Alistair tombe amoureux de Gloria et veut lui avouer toute la supercherie. Il est surpris par Lauren qui avait emménagé au Manoir Abbott pour enquêter sur les agissements de Jack et Jeff. Cette dernière tombe des escaliers. Alistair est démasqué et les Abbott doivent quitter la maison. Pourtant, ils la récupèrent lorsque Gloria se rend compte que pour l'avoir, elle a perdu Jeff et ses fils. Michaël abandonne les charges contre Jack qu'il accusait de la chute (sans séquelles) de Lauren dans les escaliers.

### Une nouvelle aventure, Restless Style
- Malgré sa démission du Sénat, Jack reste la cible préférée des journaux quand on soupçonne que les poils de chien trouvés sur le corps de Ji-Min sont ceux de Fisher, le chien offert à Noah par Jack. Il oriente alors les soupçons sur Victor et son labrador Zapato. Bientôt, même Nick pense que, sous le coup de la colère, Victor a pu tuer Ji-Min. Furieux, Victor le vire de Newman Entreprises.
- Comme Nick, Phyllis, Sharon et Jack sont tous sans travail, ils décident de s'associer afin de créer un magazine de mode nommé Restless Style. Mais Victor est bien déterminé à leur mettre des bâtons dans les roues et persuade Eric Forrester de ne pas parrainer leur magazine.
- La soirée d'ouverture est un grand succès grâce au parrainage de Danny. Sont aussi invitées Ashley et Félicia Forrester qui décide finalement de lancer Forrester Originals dans l'aventure. Pourtant, les premières tensions apparaissent entre les cofondateurs du magazine… Finalement, Nick rachète les parts de Jack grâce à un crédit fait par Victor. Jack travaille secrètement avec Gloria pour racheter Jabot.
- Après la mort de sa femme, Sabrina Costelana, Victor part pour Paris. Adam et Jack s'associent pour se venger de Victor en créant un faux journal intime dans lequel Victor s'accuse de meurtre. Adam sera arrêté et mis en prison. Jack lui ne sera pas découvert. Sharon et Jack se séparent.

### Le retour de Patty Williams
- En mars 2009, après son divorce avec Sharon, Jack se rapproche de la nouvelle responsable des relations publiques de Jabot, Mary Jane Benson (en fait Patty Williams). Ils couchent ensemble et Jack l'emmène au mariage de Katherine avec Patrick Murphy. Sharon apprend à Jack qu'elle est enceinte et que trois pères possibles existent : Nick, Jack et son demi-frère fils de Jill William. Furieux que son demi-frère ait couché avec son ex-femme, Jack propose à Sharon de revenir habiter avec lui au manoir Abbott et de fonder une famille. Mais il apprend que Nick a quitté Phyllis pour Sharon, déçus Jack et Phyllis couchent ensemble sous les yeux de Mary Jane. Plus tard Jack et Mary Jane recouchent ensemble. Sharon fait un test de paternité qui révèle qu'elle attend une fille dont le père est Nick. Elle décide d'appeler sa fille, Faith Newman, mais quand elle va annoncer la nouvelle à Nick ce dernier est au chevet de Summer, la fille qu'il a eue avec Phyllis. Sharon décide alors de faire croire à Jack que Faith est sa fille. Mais lors d'une dispute elle lui annonce que c'est Nick le père.
- Jack est pris en otage par Mary Jane habillée en robe de mariée, dans une église. Elle l'oblige à se marier et lui révèle qu'elle est Patty Williams et qu'on lui a payé une chirurgie esthétique. Mais alors que l'inspecteur Chancellor, Michael et Paul, le frère de Patty, sont à l'extérieur, Gloria et Jeffrey Bardwell font sauter le courant et kidnappent Patty.
- Patty est surprise par Colleen, la nièce de Jack, au Chalet Abbott ; Patty l'emmène près d'un lac. Jack part à la recherche de sa nièce et la retrouve noyée. Il est pris en otage avec Victor par Patty. Elle tire 3 balles sur Victor, tout comme elle avait fait sur Jack il y a 25 ans. Colleen est en état de mort cérébrale ; son cœur sera transplanté sur Victor.

Patty est retrouvée par Paul qui l'incite à se dénoncer à la police, elle accepte et est finalement internée en hôpital psychiatrique. Colleen est déclarée en état de mort cérébrale; la famille Abbott accepte de faire transplanter son cœur sur Victor pour que ce dernier puisse survivre.

### Emily, une nouvelle femme pour Jack
Le 13 octobre 2009, (épisode diffusé en France le 26 avril 2013 sur TF1), on découvre Emily Peterson, l'ancienne psychiatre de Patty. Patty a copié le visage d'Emily lorsque Victor lui a offert la chirurgie esthétique pour changer d'apparence quand elle est revenue à Genoa City sous l'identité de Mary-Jane Benson il y a plusieurs mois. Patty a donc le même visage que la Docteur Emily Peterson. Emily et Jack vont se rencontrer. Ils vont entamer une romance et vont même jusqu'à se fiancer.
En février 2010, (épisodes diffusés en France fin août 2013 sur TF1), la veille du mariage de Jack et Emily, Patty prend la place d'Emily qui se retrouve dans le coma. Le 14 février 2010, le jour de la Saint-Valentin, le mariage est célébré (épisode diffusé en France le 29 août 2013 sur TF1).
Au fil des jours, il trouve le comportement de "Emily" (Patty) de plus en plus étrange. Il trouve que sa femme a changé depuis le mariage. Mais il ignore que "Emily" est en réalité Patty. En mai 2010, alors que Patty est absente un soir, Jack lit son journal intime qui était caché derrière un oreiller sur le canapé. Ce qu'il y découvre dedans le surprend et lui fait comprendre qui est réellement celle qu'il a épousée.
Une fois le retour de Patty, au manoir Abbott, Jack lui parle du journal. Il accuse Patty d'avoir pris la place d'Emily. Mais cette dernière nie tout en bloc, en disant que le journal appartient à Patty et qu'elle l'avait en sa possession pour étudier le comportement de sa patiente. Jack ne la croit pas et la menace d'aller voir la femme qui se trouve en institut psychiatrique. Alors Patty décide de tuer Emily pour l'empêcher de dire la vérité. Elle se rend à l'hôpital psychiatrique, administre un produit à Emily qui la tue petit à petit et prend une nouvelle fois sa place. Lorsque Jack arrive à l'hôpital psychiatrique, il croit au début retrouver Emily mais comprend vite qu'il s'agit de Patty à cause de l'odeur de la péroxyde (Emily étant brune et teinte en blonde par Patty quand elle a pris sa place une première fois pour qu'on pense qu'elle est Patty, Patty change de couleur de cheveux) qu'elle a mis dans ses cheveux et d'une griffure de chat que seule Patty a. Il lui demande alors de lui dire où se trouve Emily, elle lui répond qu'elle est morte. Jack descend à la morgue et finit par retrouver Emily que le médecin légiste allait ouvrir. Au départ, il croit qu'elle est morte mais lorsqu'il sent son pouls très faible, il constate que non. Emily réussit à prononcer le mot "Adrénaline" pour que Jack et le médecin légiste comprennent qu'il lui en faut d'urgence. Le médecin légiste lui administre donc de l'adrénaline et la sauve. Patty, elle, est envoyée de nouveau en hôpital psychiatrique.
Les mois suivants, Jack essaie d'aider Emily du mieux qu'il peut afin qu'elle lui fasse de nouveau confiance. Petit à petit, ils réussissent à se retrouver et continuent leur relation. En parallèle, Emily décide de ne pas laisser tomber Patty dans l'affaire Hightower malgré tout ce qu'il s'est passé, ce qui agace Jack. Patty finit par s'évader de l'hôpital psychiatrique avec l'aide d'Adam. À la mi-2010, Emily décide de quitter Jack car elle constate qu'ils n'ont pas pris le temps de se connaître d'où le fait qu'il n'a pas pu faire la différence entre elle et Patty. De plus, elle veut s'éloigner de tout ça et rentrer chez elle, à Minneapolis.

### Du retour de Diane à la mort de Skye
- Jack redevient PDG de Jabot aux côtés d'Ashley grâce à Tucker. En contrepartie, il lui demande de l'aider à récupérer la chaîne Beauté de la Nature de Newman Entreprises. Pour ce faire, il décide d'utiliser Abby, qui intente un procès à son père. Cependant, Victor comprend vite que Jack la manipule. Après avoir vu ce que Victor a fait à Victoria le jour de son mariage avec William, elle décide d'y renoncer. Jack la convainc de ne pas y renoncer et Abby, qui sait ce que veut faire son oncle, décide quand même de le traîner en justice, avec l'aide de Victoria cette fois-ci.
- Depuis le départ d'Emily, Jack est célibataire. Il jette son dévolu sur Phyllis, séparée de Nick. Cependant, elle ne veut pas se lancer encore dans une relation avec lui. Alors, il décide de coucher avec Skye, la nouvelle femme d'Adam. Mais ce qu'il ne sait pas, c'est que Skye se sert de lui pour rendre Adam jaloux. Leur relation tourne court lorsque Phyllis publie un article sur eux dans Restless Style, ce qui enrage Skye qui doit jouer au couple parfait avec Adam pour attirer le plus d'investisseurs. Phyllis cède à la tentation et couche avec Jack. Il décide de se mettre en couple.
- Début octobre 2010, Diane revient et tombe sur Phyllis et lui. Elle comprend très vite qu'ils sont de nouveau ensemble. Elle a emmené Kyle, ce qui ravi Jack. Au départ, elle ne pense pas rester mais finit par s'installer définitivement à Genoa, au grand désarroi de Phyllis. Jack joue de nouveau le rôle d'arbitre entre Diana et Phyllis lorsque celle-ci publie une sorte de biographie de Diane dans Restless Style, en insistant sur ses crimes.
- Quelque temps plus tard, Skye disparaît. La police trouve des traces de son sang dans la chambre qu'elle partage avec Adam à l'Athlétic Club. Elle en déduit qu'Adam a tué Skye, surtout que plusieurs témoins, dont Jack, ont entendu Adam menacer Skye de mort. De plus, la disparition d'Adam appuie cette thèse. Une fois retrouvé, Adam est arrêté mais il clame être innocent et ne pas savoir où se trouve Skye. Sharon le croit et décide de l'aider à prouver son innocence. Rapidement, ils pensent que c'est Victor qui a aidé Skye à disparaître mais Jack et Phyllis retrouvent le sac ainsi que les talons ensanglantés de Skye, ce qui appuie les charges retenues contre Adam. Sharon parvient à localiser Skye à Hawai et décide d'y aller. Elle réussit à la retrouver lors d'une excursion sur le volcan de l'île, mais la perd aussitôt quand elle tombe dans le cratère du volcan. Skye morte, sans preuves et sans témoins (en apparence puisque Victor a vu la scène mais fait disparaître toutes traces de Skye sur l'île pour qu'Adam reste en prison) de ce qu'il s'est passé et de sa présence sur l'île, Sharon retourne à Genoa City et clame avoir vu Skye sur l'île avant que celle-ci meurt. Personne ne la croit dont Jack le premier avec Phyllis. Cependant Jack, curieux de savoir si Victor aurait seulement pu faire inculper son fils pour un crime qu'il n'a pas commis, se rend à Hawai et constate finalement que Skye était bien à là-bas avant de mourir en découvrant sous les décombres de sa cabane (que Victor a brûlé) son parfum ainsi que son porte-clé. Adam est donc libéré, faute de preuves contre lui. Mais c'est alors que la police soupçonne Sharon d'avoir volontairement lâché la main de Skye au-dessus du cratère par jalousie. Phyllis et lui sont convaincus de son innocence et décident donc de l'aider. Aussi, Adam lui propose de s'associer à lui afin de ressusciter le Newman Fund. Phyllis et lui s'en vont à Hawai dans l'espoir de trouver l'homme qui tenait l'hôtel dans lequel Skye résidait, Koa, mais il découvre qu'il a gagné au loto et qu'il a quitté l'île. Puis ils proposent une grosse somme d'argent à quiconque qui leur montrerait une vidéo de l'excursion sur le volcan le 29 décembre 2010. Un homme les contacte et leur vend sa vidéo sur laquelle ils voient Victor caché dans le noir en train de surveiller les participants à l'excursion, dont Sharon. Il demande à Phyllis de n'en parler à personne, mais elle le dit à Nick qui le dit à son père et l'information remonte aux oreilles de Jack. Aussi, il apprend par Sharon que Diane et Victor se sont remis ensemble. Diane lui avoue qu'elle a décidé de vivre avec Victor mais Jack refuse que son fils vive sous le toit de son pire ennemi. Kyle finit alors par vivre chez lui.

### De la mort de Sharon à l'entrée en bourse de Newman Entreprises
- Le 8 avril, Sharon est déclarée coupable du meurtre de Skye. Une fois le verdict tombé, elle s'en va aux toilettes accompagnée d'une policière et parvient à s'évader grâce à un plan d'Adam. Très vite, l'alarme retentit au tribunal et les caméras du monde entier filment le procureur annonçant l'évasion de Sharon. Adam demande à Sharon de revenir en utilisant l'une des caméras présentes mais Phyllis et Nick ne croient pas du tout en son discours et sont certains qu'il l'a aidé à s'enfuir. Alors, quand juste après Adam s'en va à Saint-Martin, ils le suivent aveuglément. Or, Adam sait qu'ils le suivent et les emmènent sur une fausse piste. Arrivés à Saint-Martin, ils vont dans le même hôtel qu'Adam et prennent la chambre voisine. Ils essaient d'écouter les conversations d'Adam au téléphone en utilisant des verres sur le mur qui sépare les deux chambres mais ils n'entendent rien. De plus, il y a une tension sexuelle entre les deux qui les empêchent d'être vraiment efficace. Au bout d'un moment, Adam s'en va et monte sur un bateau pour Saint-Barthélemy. Phyllis et Nick le suivent, mais au moment du départ, Adam en descend discrètement sans qu'ils le voient. Phyllis et Nick perdent alors sa trace. Se retrouvant tous les deux dans une chambre avec une ambiance romantique, ils finissent par céder à leurs pulsions et couchent ensemble. Juste après, les deux s'accordent à dire que c'était une erreur. Mais c'est alors que Phyllis reçoit un coup de fil de Jack lui disant que Sharon est morte dans un accident de voiture au Nouveau-Mexique. Elle en informe Nick qui est effondré. Ils retournent à Genoa pour les funérailles de Sharon le 22 avril mais Jack trouve son comportement changé depuis son retour. Il commence à se demander si Phyllis ne l'a pas trompé avec Nick. Après les funérailles, Phyllis confirme ses soupçons. Alors, il décide de rompre avec elle.
- En mai 2010, Abby, ivre, renverse accidentellement Tucker. Ashley, qui était dans la voiture avec Abby, décide d'endosser la responsabilité de l'accident pour protéger sa fille et se fait arrêter à sa place. Quand Katherine vire Ashley de son poste de PDG de Jabot, Victor voit en cet évènement une chance de placer sa fille dans l'entreprise. Il demande alors à Katherine d'embaucher Victoria. Katherine en parle à Victoria mais celle-ci refuse et préfère passer du temps avec Lucy, qu'elle risque de perdre. Alors, il propose à Katherine de lu vendre Jabot en échange d'un e grosse somme d'argent. Mais en même temps, Jack demande à Katherine de lui donner le poste de PDG de Jabot. Katherine se retrouve donc prise entre deux feux. Finalement, elle accepte la proposition de Jack.
- Alors que Newman Entreprises est sur le point d'entrer en Bourse, Adam, avec la complicité de Diane, envisage de faire croire au monde entier que Victor est mort le jour de l'introduction. Pour ce faire, Diane devra occuper Victor, ce qui permettra à Adam de diffuser la nouvelle de sa mort dans le monde. Ainsi, le prix des actions Newman chutera, Adam en rachètera le plus possible, ce qui fera enrager son père et ce qui le rendra riche. Newman Entreprises entre en Bourse le 16 juin 2011 (épisode diffusé en France le 21 novembre 2014 sur TF1). Au début, le cours de l'action est très élevé. C'est là qu'Adam met son plan en marche. Diane se rend au ranch pour retarder Victor qui doit aller rejoindre Michael, mais avant d'y aller, elle passe chez Jack pour lui parler du plan d'Adam, en échange d'argent. Ensuite, arrivée chez Victor, elle lui annonce qu'elle est enceinte de lui. Victor n'en croit pas un mot mais Diane lui confirme que c'est bel et bien vrai. De plus, elle joue sur le fait qu'elle ne peut pas vivre sans argent et sans maison alors qu'elle est enceinte. Alors, il s'engage à l'aider financièrement jusqu'à ce qu'un test de paternité soit fait. Au moment où elle s'en va, elle fait mine d'avoir très mal au ventre, jusqu'à simuler une fausse-couche imminente. Victor appelle les urgences sur-le-champ et Diane en profite pour mettre le portable de Victor sur silencieux. Diane le supplie de l'accompagner à l'hôpital et il accepte. Adam entre alors en action : il appelle la Bourse et leur annonce que son père a fait un AVC. Il leur envoie même une image satellite de l'ambulance dans laquelle sont Victor et Diane. La Bourse diffuse un flash annonçant que Victor est dans un état critique à la suite d'un AVC. Michael le voit, il essaie de joindre Victor mais celui-ci ne répond. Il envoie un message à Nick, à l'audience de Victoria et William par rapport à Lucy. Quand on annonce que Victor est mort, le prix des actions Newman chute, ce qui permet à Adam, mais aussi à Jack d'en acheter en très grande quantité. Celui-ci, au Gloworn fait la connaissance de Geneviève Atkinson (qui est en fait la mère biologique de Cane). Geneviève le drague ouvertement, ce qui ne semble pas lui déplaire. Les deux jubilent quand Jack achète un maximum d'actions Newman pour toucher le point sensible de Victor : son entreprise. Dans l'ambulance, une urgentiste examine Diane mais ne trouve rien. Quand elle la touche, Diane refuse, ce qui rend Victor suspicieux. Il comprend qu'elle n'a jamais été enceinte. Diane lui avoue fièrement qu'elle a menti, qu'elle a fait ça pour se venger de lui. De rage, il jette hors de l'ambulance alors qu'elle est en train de rouler. Finalement, Victor rentre chez lui et explique tout à Michael et à Nick. Par la suite, il dément la rumeur concernant sa "mort". Plus tard, Diane et Adam fêtent leur victoire au Gloworn. Adam lui avoue alors qu'il a fait ça pour faire partie du conseil d'administration de Newman Entreprises quand il se rejoint par Jack, lui aussi très heureux d'avoir pu acquérir autant d'actions Newman grâce à sa brillante idée. Adam ne comprend pas alors Jack lui avoue que Diane lui a vendu l'information. Diane se retrouve entre deux feux mais tente de minimiser ce qu'elle a dit à Jack. Adam ouvre alors les yeux sur Diane car même s'il connaissait sa réputation, il lui accordait sa confiance. Pendant ce temps, Victor découvre que deux personnes en particulier ont acheté beaucoup de ses actions. Il pense immédiatement à Adam. Il est content d’apprendre que l’autorité des marchés a lancé une enquête. Lorsqu’il voit Jack, Adam et Diane au Gloworn, il prend conscience que Jack était dans le coup aussi. Il leur dit qu'ils ne s'en sortiront pas impunément car l'autorité des marchés financiers finira bien pas enquêter, sans les prévenir de la menace qui pèse déjà sur eux. Quand ils retournent dans leur chambre, Adam paie Diane et la remercie d'avoir balancé son plan à Jack car grâce à ça, il n'est plus impliqué dans cette affaire contrairement à Jack et elle. Diane comprend alors qu'elle va être suspectée de ce qu'a orchestré Adam par l'autorité des marchés financiers. Pour elle, c'est une ordure. Adam lui retourne le compliment et lui dit qu'elle l'a trahi en premier. Donc pour lui, c'est un juste retour des choses. Diane est totalement paniquée.
- Gus Heyman, un ancien employé de Victor, est l'agent envoyé par l'autorité des marchés financiers pour enquêter sur ce qui s'est passé le jour de l'introduction en Bourse de Newman Entreprises. Victor veut à tout prix coincer son fils mais Gus pense qu'il n'a pas monté cette histoire pour faire baisser le prix des actions Newman. Pour lui, l'investigatrice de tout est Diane et Adam et Jack l'ont aidé à acheter un maximum d'actions. Ses soupçons se confirment quand il entend Diane dire à son fils qu'il faut qu'ils quittent la ville le plus rapidement possible. Il se présente à elle et lui interdit de quitter l'Etat sous peine d'être arrêtée. Juste après, Victor remet des incitations à comparaitre à Diane, Adam et Jack. Kyle finit par dire à son père que sa mère voulait qu'ils s'en aillent alors que lui ne voulait pas du tout. Jack est furieux quand il l'apprend et jure à son fils qu'il ne quittera pas la ville car il se battra pour qu'il reste avec lui. Juste après, il demande à Adam de détruire le Newman Fund. Celui-ci décide alors de créer, en secret, un nouveau fond, Oak Alley Partners, vers lequel ils envoient ses anciens clients en leur promettant qu'ils gagneront deux fois plus.

### De sa rencontre avec Genevieve à la mort de Diane
- Jack revoit une nouvelle fois Geneviève au Gloworn non seulement en train de faire un scandale avec Jill et Lily mais aussi en train de jubiler car son mari Colin a enfin été arrêté. Malheureusement celui-ci arrive au Gloworn et l'informe qu'il n'a pas été jugé car il bénéficie de l'immunité diplomatique. Geneviève enrage que Jack l'ait vu dans un moment de faiblesse mais fait tout pour ne pas perdre la face. D'ailleurs, quelques jours plus tard, elle croise Jack au Néon Ecarlate et lui fait comprendre qu'elle est très intéressée par lui, ce qui enchante Jack.
- Pendant que Tucker est dans le coma, Katherine décide de mettre Jack à la tête de Jabot. Il n'attendait que ça donc il jubile. Sauf que lorsque Tucker sort du coma et qu'il apprend que Katherine a démantelé son entreprise et nommé Jack PDG de Jabot, il pète un plomb sur elle. Lors de la soirée Jabot chez Fenmore's pour la promotion de leur nouvelle crème, Jack annonce publiquement qu'il est le nouveau PDG de Jabot. C'est alors que Tucker & Ashley débarquent, ce qui choque tout le monde et Jack le premier. En voyant le regard de Tucker, il craint qu'il ne le déchoie de ses fonctions.
- Le 8 juillet au soir, le tout Genoa apprend l'arrestation de Sharon. Ce sont tous d'abord Nick et Phyllis qu'ils l'apprennent par téléphone, puis Noah à la télé et enfin Jack et Adam sur Internet. Le 11 juillet (épisodes qui seront diffusés en France fin décembre 2014 sur TF1), elle est transférée à Genoa. Le 20 juillet a lieu son procès. Seuls Adam, Jack Victor et Sam y assistent. la juge la condamne à 25 ans de prison pour meurtre avec préméditation et 5 ans en plus pour s'être évadée. Sharon est bouleversée.
- Depuis l'introduction en bourse de Newman Entreprises, Adam et Diane se sont ligués pour nuire à Victor. En juillet 2011, il lui fait part de son nouveau plan : envoyer Victor en prison en leur place. Pour ce faire, il veut monter sa mort (celle de Diane). Il lui dit qu'elle doit d'abord confier la garde exclusive de Kyle à Victor. Celui-ci accepte rapidement de signer les papiers qui le rendent tuteur de Kyle. Mais Diane ne veut pas que Kyle soit à Genoa lorsque les choses dégénèreront pour éviter que Jack et Victor se le disputent. Adam s'engage alors à le faire partir loin pour que personne ne puisse le retrouver. Il fournit à Diane de faux papiers avec de fausses identités, Jennifer et Timothy Bilton, pour elle et Kyle. Le soir même, elle envoie Kyle dans un pensionnat en Suisse sans que personne le sache. Elle oblige Kyle à mentir à son père avant son départ lorsque celui-ci l'invite à venir passer la nuit chez lui. Cependant, Jack trouve Kyle émotionné, comme s'il ne lui disait pas tout. À l'aéroport, Diane dit à Kyle de ne pas l'appeler et qu'elle le rejoindra d'ici peu. Le lendemain, après avoir passé un moment romantique avec Geneviève, Jack confronte Diane au Gloworn. il veut savoir pourquoi il ne réussit pas à joindre Kyle. Diane lui ment ouvertement et Jack le voit. Le ton monte et il la menace d'intervenir si elle tente d'éloigner une nouvelle fois Kyle de lui, ce que tous les clients du Gloworn entendent. Cependant, Diane joue double jeu avec Adam : elle a passé un marché avec le procureur pour le faire tomber alors quand Adam l'apprend, il lui annonce qu'il ne marche plus avec elle.
- Diane doit donc se débrouiller pour rejoindre Kyle. Grâce à Deacon Sharpe, elle est en possession de la vidéo dans laquelle Abby avoue qu'elle a renversé Tucker. Avant de s'en servir, elle décide de s'attaquer à tous les Newman. Elle commence par poursuivre Nikki, en cure de désintoxication, pour adultère et la rend responsable de l'annulation de son mariage avec Victor. Lorsque Victor apprend la nouvelle par Victoria, il se rend tout de suite à l'Athletic Club pour la confronter. Il lui ordonne de dire publiquement qu'elle a menti pour le nuire car tout ça est faux. Mais Diane, pour le faire enrager, lui montre la photo qu'elle a prise de Nikki et lui au lit au moment où ils étaient encore mariés ainsi que la vidéo de la confession d'Abby quand il la menace. Elle le menace de la diffuser s'il ne lui donne pas d'argent. Pour lui montrer qu'il ne cédera pas à son chantage, il lui arrache la caméra des mains et la jette contre la cheminée. Mais Diane commence à hurler et lui dit ne pas l'approcher, afin de faire croire à ses voisins de chambre qu'il est train de la battre. Après le départ de Victor, elle appelle la police et rapidement Victor est arrêté. Ensuite, elle vend la photo à un magazine qui en fait sa une avec le titre "Once a Stripper, Always a Slut" (Un jour une prostituée, toujours une garce). Quand Victoria appelle le centre de désintoxication pour prévenir sa mère, on lui apprend qu'elle a disparu. Diane rend ensuite visite à Jack. Elle lui avoue qu'elle a envoyé Kyle dans un pensionnat étranger. Jack veut savoir où exactement mais Diane lui fait comprendre que s'il veut Kyle, ce sera avec elle aussi afin de lui donner une famille. Puis elle se déshabille alors que quelqu'un les regarde par la fenêtre et s'en va. Mais Jack refuse de coucher et de se remettre avec elle : il veut seulement son fils. Diane, vexée, lui dit qu'il n'est qu'un donneur de sperme et qu'il ne le verra plus jamais. Juste après, Nick l'appelle et lui demande de la rejoindre au Néon Ecarlate pour discuter à propos de ce qu'elle a fait à sa mère. Quand elle arrive, elle lui explique que ce sont ses ennemis qui l'ont contrainte à faire ça mais que lui n'en fait pas partie parce qu'elle l'aime. Nick lui répète pour la énième fois que ce n'est pas réciproque. Alors elle lui demande de lui donner de l'argent en souvenir du bon vieux temps s'il veut qu'elle disparaisse. Mais au même moment, Phyllis arrive et les interrompt. Elle l'insulte de traînée et les deux femmes se disputent. Adam, quant à lui, est sur la passerelle du parc de Genoa et se dit que Diane mérite de mourir pour ce qu'elle lui a fait. Quelques heures après son arrestation, Victor paie sa caution pour sortir de prison. Aussitôt sorti, il appelle Ashley pour la prévenir que Diane sait que c'est Abby qui a renversé Tucker. Ashley confronte Diane juste après au Néon Ecarlate. Celle-ci lui demande de l'argent en échange de la vidéo mais elle refuse catégoriquement de céder à son chantage. C'est alors qu'elle lui avoue qu'elle a bien couché avec Tucker, comme Abby lui avait dit. De rage, Ashley la gifle et s'en va. Ensuite, Diane rentre dans sa chambre à l'Athlétic Club mais elle croise Michael et Victor au rez-de-chaussée. Michael lui demande de quitter la ville dès ce soir pour sa propre sécurité car elle s'est fait beaucoup trop d'ennemis à Genoa. Il lui dit qu'il est prêt à lui donner de l'argent. Diane l'en remercie et lui confirme qu'elle compte partir ce soir-même. Au bar, Adam l'interpelle et lui propose de refaire équipe pour nuire à Victor en échange d'argent mais elle, devra revenir sur tout ce qu'elle a dit au procureur. Diane accepte immédiatement. Le plan entre alors en marche le soir-même. Elle se rend au parc. Là, elle reçoit le message confirmant qu'Adam a bien transféré l'argent promis sur son compte en Suisse. Aussitôt, elle appelle Kyle pour lui dire qu'elle est en chemin puis envoie un message à Victor, Nick, Phyllis, Ashley, Tucker, Abby, Jack et Victoria leur demandant de la rejoindre près de la passerelle dans le parc. Le lendemain matin, le 2 août, on les revoit tous, agissant de manière bizarre comme s'ils voulaient cacher quelque chose. Plus tard, en allant pêcher, Murphy retrouve le corps de Diane flottant dans la rivière avec l'arrière de la tête couverte de sang. Il appelle la police. L'équipe médicale arrive rapidement sur place et confirme le meurtre de Diane. L'autopsie révèle qu'elle a été frappée derrière la tête à 10 reprises et qu'elle est morte au bout du 3e coup à peu près. De plus, elle révèle qu'une trace laissée par une bague arborant les armoiries d'Harvard est présente sur son bras ainsi qu'une clé, enfoncée dans sa gorge. En moins de 24h, l'affaire devient une affaire d'Etat. La police fait appel à un ancien agent du FBI, Ronan Malloy (le fils de Nina volé à la naissance), afin de la résoudre.
- Jack apprend la nouvelle par Katherine. Il est très vite soupçonné par Ronan, comme tous ceux qui ont reçu le message de Diane. Quand Ronan l'interroge, il nie avoir rejoint Diane au parc la veille et lui dit qu'il pense que c'est Victor ou Adam qu'ils l'ont tué. Pourtant, il y était et Diane, depuis l'au-delà, nous le confirme. Jack se souvient avoir discuté avec elle de Kyle sur la passerelle et de l'avoir accusé de se servir de leur fils comme à chaque fois. Cependant, la principale préoccupation de Jack est de retrouver Kyle pour l'avertir de cette tragédie. Grâce à Paul, il parvient à le retrouver et s'envole en Suisse avec la permission de Ronan. Quand il arrive au pensionnat, Kyle est heureux de le voir mais ne comprend pas pourquoi ce n'est pas sa mère qui est venue alors qu'elle lui a promis qu'elle viendrait. Jack lui annonce alors la mauvaise nouvelle puis rentre avec lui à Genoa. À peine arrivé au manoir, Victor lui rend visite et lui montre les papiers qui le rendent tuteur de Kyle. Il n'en revient pas et les déchire en jurant qu'il ne lui prendra jamais son fils. Le lendemain, il reçoit la visite de Ronan. Celui-ci l'informe qu'il souhaite récupérer sa bague avec les armoiries d'Harvard pour voir si elle correspond à la trace laissée sur le bras de Diane. Kyle, en haut de l'escalier, l'entend et décide de la prendre avant que son père la rapporte à Ronan. Donc quand Jack monte pour la récupérer, il ne la trouve pas. Mais plus tard, il lui rendra en lui disant qu'il l'a prise parce qu'il ne voulait pas le perdre en plus de sa mère. Jack est touché mais comprend aussi que Kyle ne le croit pas totalement innocent dans la mort de Diane. Alors il se montre clair sur une chose : jamais il n'aurait pu tuer sa mère même s'ils avaient des différends parce qu'il savait à quel point ça lui ferait du mal. À la demande de Kyle, Jack l'accompagne sur la scène de crime puis dans la chambre de sa mère pour y récupérer ses affaires. C'est alors qu'il voit des coussins avec des phrases dessus un peu partout dans la pièce, ce qui l'étonne beaucoup parce qu'ils n'y étaient pas avant qu'il parte. Puis Michael organise les funérailles de Diane pour montrer à Kyle que sa mère n'avait pas que des ennemis. Tous les suspects de son meurtre sont présents. Jack la décrit comme une femme audacieuse et irrésistible et une mère bienveillante. À la fin de la cérémonie, Ronan fait irruption à l'église et demande à tout le monde de s'asseoir. Il leur dit qu'il sait qu'ils lui ont tous menti et qu'ils feraient mieux de lui dire la vérité.

### Jabot ou rien
- Après que Katherine a réussi à reprendre Jabot à Tucker en le piégeant, elle met Jack à la tête de l'entreprise. Sa première décision est d'engager Geneviève, avec qui sa relation est évolué, en tant que directrice de marketing. Cependant en même temps, Katherine demande à Jill de devenir la nouvelle directrice de marketing de Jabot pour surveiller Jack. Jill accepte à condition qu'elle devienne PDG si Jack est évincé. Quand, plus tard, elle se rend à son bureau, elle a la mauvaise surprise de tomber sur Jack & Geneviève. Elles comprennent qu'elles ont été toutes les deux engagées pour le même poste et se disputent. Jack appelle la sécurité pour virer Jill, qui refuse de s'en aller. C'est alors que Katherine arrive. Jack lui explique la situation et quand les gardiens arrivent, elle leur demande de virer Geneviève. Jack est furieux contre Katherine, il est le PDG donc c'est lui qui prend les décisions. Katherine lui rappelle alors qu'elle est la propriétaire et qu'elle peut virer qui elle souhaite. Finalement d'un commun accord, ils décident de garder Jill et Geneviève et de les faire travailler ensemble. Cependant, cette expérience prouve à Jack qu'il ne pourra jamais assumer totalement son rôle de PDG avec Katherine, propriétaire de l'entreprise. Alors quand Tucker, après avoir voulu saboter Jabot, lui propose de l'aider à récupérer l'entreprise pour en échange, la diriger totalement, il accepte. Fin septembre 2011, Tucker assigne Katherine au tribunal pour récupérer Jabot. Mais à côté, Tucker lui demande de témoigner pour lui et lui promet de lui revendre Jabot s'il gagne contre Katherine. Jack se retrouve pris entre deux feux : il est tiraillé entre sa loyauté envers Katherine et son souhait le plus cher que Jabot revienne enfin aux Abbott. Mais après une visite de son père qui lui dit qu'il le soutiendra même s'il est amené à trahir une amie de longue date, il décide de témoigner pour Tucker. Il dit à Katherine qu'il ne veut pas témoigner pour elle en prétextant qu'il ne veut pas faire partie de leurs querelles familiales. Quand la séance est sur le point de commencer, Jack arrive et s'assoit auprès de Tucker & Sofia. Katherine est bouche bée, elle n'en revient pas qu'il ait pu la trahir. Le juge statue finalement pour Tucker et annule la vente de Jabot aux industries Chancellor après que Jack lui a dit qu'il aurait pu acheter l'entreprise beaucoup plus chère que Katherine l'a payé. Après que la sentence a été prononcée, Katherine confronte Jack et lui dit qu'elle est très déçue de lui. À la fin de la séance, elle fait un AVC. Jack va la voir à l'hôpital mais il est très mal accueilli par les Chancellor ainsi que par Neil et Devon. Avec sa mère à l'hôpital et la découverte que Devon était son fils, Tucker tarde à signer le contrat de vente de Jabot, ce qui angoisse Jack car il craint de s'être fait manipuler par Tucker comme lui a dit Katherine. Mais il finit par les signer et ainsi Jabot revient aux Abbott.

### Le retour de Patty
- Peu après, juste avant Halloween, tous les suspects du meurtre de Diane sauf Adam reçoivent un message de Ronan qui leur demande de les rejoindre dans un entrepôt à la sortie de l'autoroute pour discuter car il y a une fuite au poste. En réalité, ce n'est pas Ronan qui leur a envoyé les messages car quelqu'un lui a volé son portable alors qu'il surveillait la maison de Geneviève quelques heures plus tôt. En pensant que le message vient de Ronan, tous vont à l'entrepôt et sont surpris les uns les autres de s'y voir. Puis soudain, un film se déclenche, montrant les dernières images de chacun des suspects avec Diane au parc, souvent avec de la violence, ce qui les rend suspicieux les uns envers les autres. Le fait que Ronan ne soit pas là les intrigue mais ils en profitent pour cacher le lecteur avant qu'il n'arrive. C'est alors que Nick et Victor commencent à se demander si ce n'est pas Adam, le seul suspect du meurtre qui n'est pas là, qui les a réunis ici. Mais, parallèlement, Adam a lui aussi été contacté anonymement pour aller à la foire aux citrouilles. Arrivé, là-bas, il ne voit personne mais soudain, il voit une citrouille habillée d'une tenue de bonne sœur. Pour lui, il n'y a alors plus l'ombre d'un doute, Patty Williams est de retour ! C'est alors que l'on voit à l'hôpital Myrna Murdock, la gouvernante de Geneviève, couverte de bandages, après avoir été gravement brûlée ce dans l'explosion du manoir de Geneviève le soir même, excepté au niveau de la jambe gauche, là où elle a le tatouage d'un chat noir, le même que celui de Patty. Myrna est donc Patty et c'est apparemment elle qui les tourmente avec les indices et la caméra de surveillance qu'elle a volés dans le parc la nuit du meurtre.
- Depuis l'incendie au manoir Atkinson, Patty ne cesse de rôder autour de Jack, jalouse de sa nouvelle relation avec Geneviève, en portant de grands chapeaux qui cache son visage quand elle est dehors ou un voile sur son visage quand elle est l'intérieur. Un jour, elle rentre dans le manoir Abbott avec sa propre clé mais Jack & Geneviève arrivent juste après et manquent de la voir. Elle a le temps de s'enfuir en passant par la cuisine mais tombe sur Adam dans le parc. Adam lui dit qu'il savait qu'elle était de retour et lui demande de partir. Mais Patty refuse et le menace de dire à la police ce qu'il a fait à Diane. Adam rétorque alors qu'il est innocent et l'accuse d'avoir tué Diane. Patty se contente de dire qu'elle était au parc le soir du meurtre et qu'elle a des preuves que n'a pas la police avant de s'en aller. Mais quelques jours plus tard, après avoir drogué Jack & Geneviève, elle demande à Adam de la rejoindre chez Geneviève et là, elle lui demande de l'aider à les séparer s'il ne veut pas qu'elle appelle la police. Adam se moque d'elle, en lui demandant qui pourrait la croire au vu de ses antécédents médicaux et judiciaires. Il lui rappelle qu'elle est en cavale depuis son évasion de l'hôpital psychiatrique et que si elle se présente à la police, elle sera immédiatement renvoyée à l'asile. Alors, il lui conseille de s'en aller loin de la ville. Patty lui jure sur la tombe de Mr.Kitty, en croisant ses doigts derrière son dos, qu'elle partira. Mais en réalité, elle se rend chez Newman Entreprises et place une trousse contenant une seringue avec de la drogue dans le bureau d'Adam avant d'appeler anonymement Ronan pour lui dire que l'arme du crime dans le meurtre de Diane se trouve dans les locaux de l'entreprise. Adam, qui n'a pas confiance en elle, la suit et enlève la trousse de son bureau pour la mettre dans celui de son père. Quelques jours plus tard, Nikki revient en ville et rapidement elle avoue à Victor qu'elle a tué Diane. Victor décide alors de s'accuser du meurtre pour la protéger et se fait arrêter. Jack lui rend visite en prison et le maudit pour tout le mal qu'il a fait à Kyle en tuant sa mère.

### Le mariage tragique avec Geneviève
- Peu après, Emily revient brièvement en ville. Au Néon Ecarlate, elle tombe sur Paul qui la prend pour sa sœur. Elle lui assure que non et en viennent à parler de la disparition de Patty depuis qu'il l'a localisé en Amérique du Sud. Elle rend ensuite visite à Jack avec qui elle évoque leur relation passée et Patty les observe à travers la fenêtre. Quelques jours avant Noël, Patty surprend Jack & Geneviève en train de faire l'amour sur le canapé. Elle se cache mais après leurs ébats, elle entend Jack faire sa demande en mariage à Geneviève et fond en larmes. Après Noël, Victor est condamné à 25 ans de prison pour le meurtre de Diane. Kyle quitte Genoa après que l'école de Northwood lui a proposé d'entrer dans son programme de hockey.
- Pour se venger de Geneviève, Patty commence alors à la tourmenter, en commençant par essayer de la droguer la nuit du Nouvel An pendant laquelle elle fête ses fiançailles au Gloworn avec Jack puis en déréglant le système d'alarme de son manoir de manière qu'il sonne sans raison. Inquiète, Geneviève finit par demander à Ronan d'enquêter sur tous ces évènements, craignant que Colin depuis sa prison en Australie tente de lui faire du mal avec l'aide de ses émissaires. Peu après, Patty manque de la tuer en piégeant l'une des marches de l'escalier du manoir mais Jack la rattrape à temps. Cependant, ce nouvel incident le fait réfléchir et le pousse à demander à Geneviève de vivre chez lui. Elle accepte à condition que Myrna (Patty) vienne sauf qu'à son grand étonnement, celle-ci refuse, prétextant qu'elle préfère rester ici.
- Pour se venger de son père qui vient d'épouser Sharon, Adam décide de vendre Beauté de la Nature, la filiale la plus rentable de l'entreprise. Immédiatement, Jack lui demande de la lui vendre mais Adam a d'autres plans : il passe un marché avec Tucker dans lequel il lui demande de l'embaucher en échange de Beauté de la Nature. En recevant le courrier de Geneviève, Patty tombe sur une lettre déclarant que son compte dans une banque aux Iles Caiman est bien ouvert. Elle le donne à Jack, qui plus tard la confronte. Elle lui donne de fausses excuses mais on découvre qu'elle essaye de racheter Beauté de la Nature dans son dos.
- Sachant pertinemment qu'Adam veut nuire à son entreprise en vendant Beauté de la Nature, Victor demande à Sharon de le représenter à la réunion entre les membres du conseil quant à la vente ou non de la filiale et de voter contre. Ainsi, Sharon empêche la vente de la filiale. Mais juste après, il lui demande de voter la vente de la filiale et de n'en parler à personne, ce que Sharon ne comprend pas. Victor lui demande seulement de lui faire confiance. Une nouvelle fois, elle fait ce que Victor lui a dit mais en allant le voir après, elle surprend Tucker qui sort du parloir. Elle comprend alors que Victor prépare et lui cache quelque chose. Elle confronte Victor qui lui avoue qu'il est en train de piéger Adam avec la complicité de Tucker, allié à la commission de marchés financiers pour le faire tomber. Elle se retrouve alors déchirée entre sa loyauté et son amour envers Adam et sa loyauté envers Victor. Mais se sentant trahie et manipulée par son mari, elle décide de tout dire à Adam. Ainsi, il n'appelle pas Tucker pour lui indiquer la plus grosse offre, ce qui provoque la vente de Beauté de la Nature au plus offrant, en l'occurrence, la société NMJ qui s'avère être la société écran de Geneviève.
- Le soir même, Ronan fait arrêter toutes les personnes impliquées dans la mort de Diane. La police sait, grâce à Deacon que c'est Nikki qui a tué Diane en état de légitime défense mais de nombreuses zones d'ombres demeurent, comme le fait que des coussins avec des phrases renvoyant à chaque suspect aient été trouvés dans sa chambre ou encore la disparition de certains éléments de l'enquête. Deacon avoue que peu avant sa mort, Diane ne voulait plus faire partie du plan d'Adam mais elle avait absolument besoin d'argent pour rejoindre Kyle. Comme personne ne voulait l'aider, elle a accepté de marcher avec Adam le soir de sa mort et a demandé à Deacon de tout filmer. Il a donc filmé Diane en train d'étrangler Nikki et Nikki frappé Diane à la tête. Il a ramassé le téléphone d'Ashley, volé la caméra dans le parc et pris la seringue avant de les cacher derrière le Gloworn. Mais il avoue aussi que quelqu'un a volé toutes ses preuves. Comme aucun des suspects n'est en mesure d'aider la police, le procureur les arrête tous pour obstruction à la justice. Cependant, tout le monde est donc libéré le lendemain, le 30 janvier 2012 (épisode diffusé en France mi-mai 2015 sur TF1). Pendant ce temps, Paul décide d'aller au manoir de Geneviève afin de discuter avec Myrna, qui bizarrement disparaît toujours. Patty l'entend arrivé et donc s'enfuit. Avec la permission de Geneviève, il fouille dans sa chambre pour trouver des indices et met la main sur son ordinateur sur lequel il trouve des images des suspects avec Diane filmées par la caméra volée. Plus tard, Deacon avoue qu'une femme était avec lui dans le parc, elle a tout vu mais a dit qu'elle ne dirait rien. Il ajoute qu'il l'a un jour vu rôder derrière le Gloworn et qu'elle était obsédée par les chats. Paul réalise alors qu'il s'agit peut-être de Patty et quand il montre une photo d'elle à Deacon, il confirme que c'est bien elle. Au même moment, Patty va voir Jack en se faisant passer pour Emily. Elle lui dit qu'elle l'aime toujours et qu'elle souhaite reprendre leur relation. Abasourdi, Jack lui dit qu'il ne peut pas se remettre avec elle, parce qu'il aime Geneviève. Patty fait alors semblant d'être gênée, l'embrasse avant de partir très vite.
- Le lendemain a lieu le mariage de Jack & Geneviève. Avant qu'il s'en aille à l'église, Patty va une nouvelle fois le voir en se faisant passer pour Emily et lui demande de lui redonner une seconde chance mais définitivement, Jack refuse. Patty s'en va alors furieuse. Adam la trouve ensuite avec une arme dans son ancienne cachette sur le ranch Newman. Il comprend qu'elle compte tuer Geneviève, il tente alors de l'arrêter mais elle lui jette de l'acide au visage et s'enfuit. Adam s'écroule, criant qu'il ne voit plus rien, alors que Patty s'enfuit. Le soir venu, après une discussion avec Cane, Geneviève prend conscience qu'elle a littéralement trahi Jack en achetant Beauté de la Nature dans son dos alors que pendant ce temps, Nikki l'apprend à Jack. Honteuse de ce qu'elle lui a fait, elle décide de ne pas se marier et de quitter la ville le soir-même. Elle écrit un mot dans lequel elle dit la vérité à Jack. Patty entre discrètement dans la maison et l'entend parler pendant qu'elle écrit. Après avoir fait livrer le mot à l'église, Geneviève monte, effondrée, à l'étage. Patty en profite alors pour lui voler sa robe de mariée, qu'elle a laissé sur le canapé, et réussit à intercepter le mot avant que le livreur n'arrive à l'église. Plus tard, Deacon avoue qu'une femme était avec lui dans le parc, elle a tout vu mais a dit qu'elle ne dirait rien. Il ajoute qu'il l'a un jour vu rôder derrière le Gloworn et qu'elle était obsédée par les chats. Paul réalise alors qu'il s'agit peut-être de Patty et quand il montre une photo d'elle à Deacon, il confirme que c'est bien elle. Arrivée à l'église, la cérémonie commence. Elle avance vers l'autel et quand Jack soulève son voile, il la prend pour Emily. Folle furieuse, elle lui dit : "c'est Patty !" avant de lui tirer dessus et s'enfuir. Elle est plus tard retrouvée et au poste de police, elle reconnaît avoir fait coudre les différentes expressions sur les coussins retrouvés dans la chambre de Diane, elle est donc la pièce manquante dans le meurtre de Diane, fermant ainsi le dossier. Quant à Jack, il est inconscient, dans un état critique : la balle est logée près de sa moelle épinière, ce qui nécessite une opération d'urgence. Cependant, pendant l'opération, son cœur s'arrête. Les médecins parviennent à le réanimer sans retirer la balle. Ainsi, il devient paralysé. Abby part à Lake Placid prévenir Kyle. Paul prévient Geneviève, sur le point de quitter la ville, de ce qui s'est passé et celle-ci fonce à l'hôpital. Abby est surprise d'apprendre que Geneviève ne savait pas que Patty avait volé sa robe. Elle révèle alors aux Abbott qu'elle avait annulé le mariage. Nikki arrive et leur explique pourquoi. Alors, tous lui ordonnent de s'en aller. Plus tard, Ashley remplace Jack à la tête de l'entreprise et vire Geneviève.

### Beauté de la Nature en ligne de mire
- Lorsque Geneviève rend visite à Jack à l'hôpital, elle tente de lui expliquer qu'elle a voulu acheter la filiale pour se sentir forte et indépendante sans vouloir lui faire de mal puisqu'elle l'aime. Elle lui demande de lui pardonner mais Jack lui dit que tout est fini entre eux. Victor essaye de faire en sorte que Geneviève lui revende Beauté de la Nature mais échoue. Jack commence à faire de la kinésithérapie afin de pouvoir remarcher un jour. Il fait la connaissance de Sarge Wilder, un kiné qui n'hésite pas à utiliser la manière forte pour que ses patients donnent le meilleur d'eux-mêmes. Jack le confronte quand il crise sur l'une de ses patientes et lui demande comment il peut être à ce point insensible. Cependant, il s'aperçoit que la patiente en question progresse et donc engage Sarge. Déterminé à récupérer Beauté de la Nature, il engage Avery et attaque Geneviève en justice car comme il lui a montré le montant qu'il comptait proposer pour acheter la filiale, elle a pu surenchérir et l'obtenir.
- Ensuite, Jabot se lance dans une course avec Beauté de la Nature et Newman Cosmetics (la nouvelle filiale de cosmétiques Newman) pour obtenir un contrat d'exclusivité avec Mitsokushi. Victor rejoint Geneviève au Japon. Pendant qu'il s'absente, elle fouille dans sa mallette, trouve le numéro de Kaito Yoshida, un contact de Victor sur place et prend rendez-vous avec lui. Cependant, Jill & Ashley envoie Cane en rendez-vous avec le même homme et avant qu'ils se rencontrent, Jack l'appelle pour lui dire qu'il est en fait un agent du gouvernement américain infiltré dont le but est d'arrêter tous les entrepreneurs ayant recours à des pots-de-vin. Alors, Cane ne se présente pas à son rendez-vous avec lui mais quand il voit sa mère avec lui, il interrompt leur rendez-vous en faisant semblant d'être ivre avant que Geneviève prévoie de verser des pots-de-vin à Yoshida. Ainsi, Beauté de la Nature et Jabot laissent le champ libre à Newman Cosmetics : Nick & Sharon arrivent, Sharon part en entretien avec Yoshida et réussit à garder le contrat avec Mitsokushi notamment grâce au fait qu'elle était auparavant la porte-parole de la filiale. Geneviève ne croit pas Cane au début quand il lui dit qu'il ne voulait que l'aider mais elle découvre par elle-même la vérité sur Kaito Yoshida et il devient évident pour elle que Victor a voulu la piéger. Elle le confronte et il jubile en lui apprenant que c'est son entreprise qui a remporté le contrat. Après réflexion, elle décide de lui revendre Beauté de la Nature. Victoria lui propose alors de lui revendre la filiale. Mais après avoir reçu une citation à comparaître de la part de Jack, elle décide de la lui revendre à condition qu'il lui donne une seconde chance et qu'ils se marient.
- Parallèlement, Nikki se rapproche de Jack, le soutient dans l'épreuve qu'il subit et contre Geneviève. Elle joue aussi le rôle de médiateur entre Jack & Sarge, dont les méthodes de travail sont souvent sujets de dispute entre les 2 hommes. Cependant, après maintes séances de kinésithérapie, Jack ne voit d'amélioration dans son état. Déterminé et surtout pressé pour pouvoir remarcher un jour, il décide de se faire opérer afin de retirer la balle, même si sa moelle épinière peut être endommagée et qu'il reste paralysé à vie. Quand Nikki l'apprend, elle le dit à Sarge mais Jack refuse de l'écouter. Alors, c'est en parlant de l'opération à sa famille notamment Ashley que Jack abandonne cette idée. Peu après, Jack lui avoue que Geneviève lui a proposé de lui vendre Beauté de la Nature à condition qu'il lui donne une seconde chance et qu'il a accepté. Elle n'en revient pas et le supplie de ne pas faire ça, en pensant que Geneviève a quelque chose derrière la tête. C'est alors qu'il lui dit qu'il ne ferait pas si elle acceptait de quitter Victor et de se remarier avec lui. Mais étant donné qu'elle ne le fera pas, la question ne se pose pas. Alors, il décide d'organiser son mariage avec Geneviève à Las Vegas.
- Le 9 avril, Chelsea donne naissance à son fils et accepte de le confier à William & Victoria. Plus tard, Nikki entend au cours d'une conversation avec Chelsea, Victor la soudoyer et avouer qu'il l'a envoyé en Birmanie pour qu'elle séduise William à la base. Ensuite, elle se rend à Las Vegas afin d'empêcher Jack d'épouser Geneviève et est surprise de voir Victor, qui a suivi Geneviève, dans le même hôtel. Elle le confronte à propos de sa conversation avec Chelsea et prend la décision de le quitter, bien qu'elle l'aime, ne supportant plus ses choix & manipulations. Au même moment, Jack décide d'annuler son mariage avec Geneviève, réalisant qu'elle a vraiment des sentiments pour lui contrairement à lui. Nikki rejoint Jack dans sa chambre et trouve chacun en l'autre un réconfort. Soudain, ils s'embrassent puis font l'amour. Dans la chambre de Victor, Geneviève arrive avec une bouteille de champagne et signe le contrat dans lequel elle lui cède officiellement Beauté de la Nature et devient la nouvelle PDG de la filiale fusionnée avec Newman Cosmétiques. Ils finissent aussi par coucher ensemble de leur côté. Puis, Victoria & William organisent une fête chez eux pour la sortie de l'hôpital de Johnny. La fête se passe bien jusqu'à ce que Victor et Geneviève débarquent en annonçant qu'ils sont désormais en couple et que Beauté de la Nature a un nouveau propriétaire et une nouvelle PDG. Nikki met alors sa main sur l'épaule de Jack pour faire comprendre à Victor qu'elle aussi est passée à autre chose.
- Fin avril, l'adoption de Johnny par Victoria est officialisée. William & Victoria le font baptiser et Kyle, désormais jeune adulte, leur fait la surprise de venir. Cependant, il constate, à l'église, que son père et Nikki sont très proches et apprend ensuite qu'ils sont ensemble. Alors lors de la petite fête organisée au Gloworn après le baptême, Kyle confronte son père & Nikki et lance au visage de celle-ci qu'elle devrait être en prison pour avoir tué sa mère. En signe de désapprobation de cette relation, Kyle s'installe chez Victor et se fait engager chez Newman Entreprises. Nikki rompt alors pendant plusieurs jours avec Jack pour le bien-être de Kyle. Puis, avec l'accord de celui-ci, Jack et Nikki se remettent ensemble.

### La nouvelle relation avec Nikki
- Peu après, Jack demande Nikki en mariage et Victor les voit. Il s'en va sur-le-champ avant même qu'elle lui réponde, considérant qu'elle l'acceptera. Or, Nikki répond à Jack qu'elle a besoin de temps avant de prendre une telle décision. Le soir même, elle va au ranch et surprend Victor & Sharon, qui passent la soirée ensemble, en train de s'embrasser. Alors, elle retourne voir Jack et lui dit qu'elle accepte sa demande.
- À la suite du procès qu'il a intenté à Geneviève, le département de la Justice décide d'enquêter sur les activités illégales de celle-ci et la manière dont elle a pu se procurer des fonds pour racheter Beauté de la Nature quand Adam l'a vendu. Geneviève confie à Victor qu'elle compte se rendre mais Victor lui dit qu'il est prêt à l'aider si elle l'aide à faire en sorte que Beauté de la Nature lui revienne. Cependant, après que la justice a prouvé que Geneviève a racheté la filiale avec de l'argent sale, le juge chargé de l'affaire annule le rachat de Beauté de la Nature par NMJ et accorde la vente de la filiale à la deuxième personne après Geneviève qui a fait la plus grosse offre, à savoir Jack. Jack finit par obtenir ce qu'il voulait depuis longtemps, ce qui enrage littéralement Victor et d'autant plus lorsqu'il découvre plus tard que Jack a réussi à convaincre Abby d'investir dans la société. Ashley n'est pas non plus enchantée que Jack se serve de sa fille contre Victor et ne manque pas de lui dire. Au cours de leur discussion, Jack lui annonce qu'il compte diriger Jabot et Beauté de la Nature séparément. Elle n'est pas du tout d'accord car il y a conflit d'intérêts pour elle étant donné que Beauté de la Nature est concurrente de Jabot sur le marché des cosmétiques. Alors, elle le menace de réunir le conseil d'administration de Jabot afin que ses membres le renvoient de l'entreprise. Jack la devance en faisant en sorte que des membres du conseil se rangent de son côté. Victor intervient et propose à Ashley de lui revendre ses parts de Jabot, elle refuse alors il lui conseille d'essayer de prendre celles de Jack de manière qu'il n'ait plus aucun poids dans l'entreprise. Jack ne tarde pas à découvrir ce que prépare sa sœur et lui coupe l'herbe sous le pied en fusionnant les deux entreprises, l'évinçant de son poste de PDG de Jabot par la même occasion. Sans travail désormais et en plein divorce avec Tucker, Ashley décide de quitter Genoa pour New York après le mariage de Jack & Nikki.
- À l'approche du jour J, Jack redouble d'efforts pour pouvoir se tenir debout à l'autel aux côtés de Nikki et ses efforts se révèlent payants car petit à petit, il commence à bouger ses orteils, puis son pied et finalement ses jambes. Il demande à Sarge de ne rien dire à Nikki pour le moment de manière à pouvoir l'épater le jour de leur mariage quand elle le rejoindra à l'autel. Le 3 août, jour du mariage, avant le début de la cérémonie, Victor & Sharon viennent narguer Nikki et lui apprennent qu'ils se sont mariés. Elle leur répond qu'ils font bien la paire et que ce mariage les desservira l'un et l'autre. Ensuite, la cérémonie débute, Nikki s'avance vers Jack quand soudain, il se lève de sa chaise roulante et se tient debout à la grande surprise de tous. Durant l'échange des vœux, Jack remercie Nikki, qu'il appelle son inspiration. Quelques heures après leur mariage, Sharon, complètement ivre, arrive et commence à hurler le nom de Victor. Tous les invités s'interrogent, elle leur annonce que Victor l'a abandonné après leur retour au ranch et elle dit être sûre qu'il est là. Nikki lui assure qu'il n'est pas là mais Sharon n'y croit pas et fait un scandale. Nikki finit alors par la pousser dans la piscine du jardin et l'humilie devant tous les Abbott et les Newman.
- Le soir-même, Jack annonce à Nikki qu'il lui a arrangé une lune de miel surprise et qu'ils doivent partir mais elle refuse, prétextant qu'elle ne peut pas laisser Nick et Victoria en sachant que leur père a disparu. En réalité, elle est inquiète pour Victor car en pleine nuit, elle sort le téléphoner dans le jardin, lui suppliant de répondre. Jack est furieux qu'elle fasse passer Victor avant eux. Mais quand quelques jours après, elle lui annonce qu'elle a décidé d'aller à la ferme de Hope au Kansas pour le chercher, il comprend qu'elle l'aimera toujours, peu importe ce qu'il lui fera. Après le départ de Nikki, Jack et Kyle se réconcilient et celui-ci revient vivre chez son père.
- En tant que femme de Victor, Sharon prend la tête de Newman Entreprises en son absence et entreprend la destruction de l'entreprise pour se venger de lui. Le cours de l'action Newman chute. Jack voit en cette chute une aubaine : il rachète plusieurs actions Newman. Peu après, n'ayant pas retrouvé Victor, Nikki revient au manoir Abbott devant un Jack froid. Celui-ci lui dit que tout est fini entre eux et qu'il veut divorcer. Nikki refuse lui demande de l'excuser mais Jack lui ordonne de s'en aller.

### Jack, le nouveau PDG de Newman Entreprises
- Ayant retrouvé l'usage de ses jambes, Jack se sent tout puissant. Il s'allie à Tucker, qui manipule Sharon afin qu'elle mette l'entreprise dans un gouffre financier et qu'il prenne sa place, et ensemble ils rachètent une énorme quantité d'actions Newman. Mais en septembre 2012, Victor est déclaré mort dans l'explosion d'un hangar situé sur les quais du port de Los Angeles. William, qui savait où était Victor, annonce la nouvelle aux Newman pendant la conférence de presse, retransmise à la télévision, que Sharon a organisé. Jack apprend donc la nouvelle en direct. Le cours de l'action Newman plonge littéralement, ce qui fait que toutes les actions qu'il a racheté ne valent plus rien. Jack est furieux car il se retrouve désormais endetté, à cause de Victor d'une certaine façon pour lui. Mais quelques jours plus tard, à son enterrement, Victor apparait plus vivant que jamais et fait alors organiser une conférence de presse d'urgence pour assurer au monde entier qu'il est bien en vie et qu'il reprend son poste de PDG. Le cours de l'action Newman remonte d'un coup, tous les bénéfices que Jack obtient grâce ses actions couvrent ses pertes. Tucker doit revendre Beauty of Nature à Jack mais il se ravise. Jack le menace alors de le dénoncer à la commission des marchés financiers pour avoir manipulé le cours de l'action Newman et Sharon. Cependant, il n'a rien de concret contre lui alors Tucker refuse de lui revendre la filiale. Mais la donne change lorsqu'il refuse de payer Geneviève, qui l'a aidé à tenir Victor éloigné de Genoa, et qu'elle s'allie avec Jack pour le faire tomber.

### Paternité de Summer
On apprend que Summer n'est pas la fille de Nicholas mais celle de Jack Abbott. Mais tout ceci est faux. On apprend grâce à une apparition de Cassie que c'est Sharon qui a modifié les résultats du test de paternité et lui explique ses raisons et comment elle a procédé à cette modification.

### Jack dit au revoir à Phyllis
Lorsque Phyllis tombe dans le coma à la suite de sa chute dans les escaliers, Daniel revient et dit qu'il va emmener Phyllis dans un centre en Géorgie. À contrecœur, Jack accepte mais avant de partir, Jack met une bague de fiançailles au doigt de Phyllis promettant qu'il l'attendra !

### Sa liaison avec Kelly
Début mai 2014, lors de l'organisation d'une collecte de fonds pour la Fondation Cordelia, Kelly se lie d'amitié avec Lily Winters. Cette dernière se met en tête de trouver un homme pour sa nouvelle amie. Lors de l'événement, Kelly fera la connaissance de Jack en pensant qu'il est l'homme dont Lily parlait. Plus tard lors de cette même soirée, sera révélé la liaison qu'ont eue Kelly et William. Elle rencontre Jack à nouveau quelques jours plus tard et celui-ci lui offre de l'argent pour qu'elle refasse sa vie loin de Genoa et de William. Kelly rejette cette offre se sentant profondément insulté. Jack tente alors de rectifier son erreur en proposant un dîner à Kelly, au grand dam de sa famille et plus particulièrement de William et de Summer. Kelly et Jack approfondissent leur romance et Jack annonce à tout le monde qu'ils sont ensemble. Finalement, Kelly emménage chez lui. Summer finira par accepter cette relation pour la plus grande joie de Jack.

### Le secret de Kelly
En juin 2014, Jack surprend Kelly et Stitch en train de faire un câlin. Kelly dit à Stitch qu'elle l'aime toujours. Jack est choqué. Il lui demande des explications. Le 30 juin 2014, Kelly annonce à Jack qu'elle et Stitch sont frère et sœur. Elle dit également être en très mauvais terme avec sa mère car on ne peut pas lui faire confiance. Jack essayera alors de la convaincre de renouer une relation avec sa mère.

### Les retours de Phyllis et d'Adam
- Lors du mariage de Nick et Sharon, Phyllis fit son retour à la grande surprise de tous les invités présents. Phyllis se dirigea vers Sharon mais finit par s'évanouir, Jack se précipita à son secours. Kelly vue alors à quel point Jack se souciait encore de Phyllis. Se sentant de trop, Kelly proposa à Jack son départ. Jack refusa mais le lendemain matin il trouva à son réveil une lettre de Kelly lui annonçant son départ.
- Victor, Jack, et Nick confrontèrent Sharon au sujet de la chute de Phyllis. Sharon, en larme, n'eut d'autre choix que d'avouer la vérité au sujet de l'accident et de la paternité de Summer. Furieux contre Sharon, il la vira de Jabot et embaucha Phyllis pour la remplacer. Phyllis et Jack se rapprochèrent et Jack finit par proposer à Phyllis de se remettre ensemble.
- Jack eut un autre grand choc lorsque Gabriel lui avoua être en réalité Adam. Jack fut furieux contre Adam et exigea qu'il se rende à la police, mais Adam lui demanda de lui laisser une chance d'être un père pour son fils. Jack appela William, à son arrivée, il lui demanda qui était cet homme. Adam se présenta alors comme étant Gabriel Bingham, le nouvel associé de Jack. Ce dernier ne dit pas un mot. Quelques jours plus tard, Adam retourna voir Jack. Ce dernier lui indiqua qu'il était maintenant déterminé à amener Adam à la police. Adam dit à Jack que si ce dernier faisait une telle chose alors il porterait plainte contre William car celui-ci lui avait tiré dessus provoquant l'accident de voiture ayant coûté la vie au véritable Gabriel. Ne voulant pas risquer la liberté de son frère, Jack accepta de garder pour lui le secret d'Adam. Lors des fiançailles de William et Chelsea, Jack empêcha un Adam ivre de dévoiler sa véritable identité à toutes les personnes présentes.

### Rivalité entre Phyllis et Kelly
- Lors de la fête du Nouvel An à l'Atheltic Club, Jack dut s'interposer entre Phyllis et Kelly qui se disputaient violemment à propos de lui. Phyllis accusa Kelly d'avoir trafiqué sa voiture afin qu'elle ne puisse pas venir à cette soirée. Kelly nia être responsable de cela, mais Phyllis lui déclara la guerre. Plus tard, Phyllis envoya un SMS à Kelly depuis le téléphone de Jack pour lui demander de venir à son bureau. À son arrivée, Phyllis la provoqua et Jack arriva juste au moment où Kelly était en train d’agripper Phyllis.
- Kelly entendit Phyllis et Jack planifier un rendez-vous romantique, elle se faufila alors dans la chambre pendant que Jack avait les yeux bandés. Phyllis fit son arrivée et Kelly lui affirma que Jack lui avait envoyé un SMS lui demandant de venir les rejoindre. Jack indiqua alors à Kelly vouloir épouser Phyllis, et de les laisser seul.
- Kelly invita Phyllis à boire le thé avec elle pour tenter de faire la paix. Durant l'entrevue, Kelly se sentant de plus en plus faible fut emmené à l'hôpital. Le médecin annonça que Kelly avait été empoisonnée. Kelly accusa alors Phyllis d'avoir tenté de l'empoisonner. Kelly rendit visite à Jack et Phyllis pour accuser cette dernière d'avoir voulu empoisonner son thé, ce que Phyllis nia. Même si Jack hésita un peu, il resta du côté de Phyllis. Néanmoins, il alla voir Victor pour lui demander si le traitement de Phyllis aurait pu influer sur son processus psychologique. Ne lui donnant pas de réponse claire, Jack fit venir un médecin ce qui énerva grandement Phyllis. Le lendemain, Phyllis admit qu'elle ne sait pas si elle a empoisonné Kelly. Elle ne se souvient pas de l'avoir fait mais pense en être capable.
- Phyllis finit par s'excuser auprès de Kelly, ce qui l'a surpris puis elle annonça son départ de Genoa City. Jack finit par la convaincre de ne pas quitter la ville et de retourner vivre chez lui. À leur retour à la maison des Abbott, la police était là pour arrêter Phyllis. Avery et Jack décidèrent qu'il était préférable de placer Phyllis dans un établissement psychiatrique, Fairview, plutôt qu'en prison.
- Lors de la fête de la Saint Valentin, Jack rencontra Kelly et finit par faire l'amour avec elle. Kelly alla dire à Phyllis qu'elle a couché avec Jack. Phyllis alla confronter Jack sur ce sujet, ce dernier lui avoua avoir couché avec Kelly juste pour se rapprocher d'elle et trouver des preuves de l'innocence de Phyllis dans le supposé empoisonnement de Kelly. Celle-ci entendit la réponse de Jack et fut blessé d'entendre cela tandis que Phyllis pardonna Jack.

### Effondrement du toit de l'Underground
À la suite de l'effondrement du toit de l'Underground, Jack et Victor furent placés dans la même chambre d'hôpital. Ils commencèrent à se chamailler sur des choses insignifiantes. Victor finit par demander une trêve à Jack qui accepta.

### De son mariage avec Phyllis à son kidnapping
Jack et Phyllis partent pour l'île de Saint-Barth pour se marier. Mais juste avant le mariage, Jack disparaît et son sosie prend sa place, ce que Phyllis ne remarque pas. Phyllis se marie avec le sosie de Jack le 14 avril 2015 (épisode diffusé sur TF1 le 19 février 2018). Pendant ce temps, Jack se retrouve dans une vieille cabane. Il apprend que Kelly s'est fait passée pour morte. Kelly commence à le torturer. Jack demande si c'est Victor qui est sur le coup. Kelly le répond pas. Elle le force à admettre qu'elle est la femme de sa vie mais Jack dit que Phyllis est la femme de sa vie. Kelly le gifle. Pendant ce temps, le sosie de Jack est toujours avec Phyllis. Il reçoit un message d'Ashley et William mais ignore ce message. Phyllis dit que le Jack d'avant n'ignore jamais les messages en ce qui concerne Jabot. Le sosie de Jack lui dit qu'il veut changer. Ils reviennent à Genoa. Le jour du procès de Neil, c'est-à-dire le 20 avril, Marco empêche Phyllis d'aller au procès de Neil. Pendant ce temps, le vrai Jack reçoit la visite de son père John. Il lui dit d'arrêter de paniquer et lui dit de se détendre. John lui conseille de mettre une main et de se libérer. Il arrive à se libérer mais tombe sur Kelly.

### L'accident de Marco, ses cauchemars en espagnol et la mort de Kelly
- Le 8 mai 2015 (épisode diffusé le 15 mars 2018 sur TF1) Marco à un accident de voiture avec Kyle. Il tombe dans le coma. A son réveil, Marco feint l'amnésie mais est intact. Marco fait ensuite des cauchemars en espagnol, ce qui inquiète Phyllis et Victor. Pendant ce temps, Jack est toujours avec Kelly. Elle leur annonce la "mort" de Phyllis à Genoa. Jack s'affaiblit de plus en plus et Kelly en profite pour lui annoncer qu'ils sont mariés depuis peu. Jack, toujours "dépendant" de Kelly, finit par lui "pardonner". Mais le 21 mai, Jack se réveille et trouve Kelly, morte. Il réussit à s'enfuir. Il embarque clandestinement sur un cargo. Mais le capitaine le reconnaît en tant que Marco et met sa tête à prix (il propose une vente aux enchères de Marco). Il est agressé et enfermé. Il fait par la suite la connaissance de Marisa Sierras, qui lui en veut terriblement de l'avoir abandonnée, pensant que c'est Marco, mais elle se rend vite compte que ce n'est pas Marco et elle aide Jack à s'enfuir. C'est à ce moment-là que Jack apprend que Marco s'est emparé de sa vie à Genoa City. Ils s'enfuient en faisant exploser le cargo, l'équipage entier meurt sauf Jack et Marisa.

### Le retour de Jack à Genoa
- En juin 2015, Jack revient à Genoa, bel et bien vivant. Victor l'apprend, Marco aussi. Marisa apprend à Jack qu'une rencontre entre Adam, Marco et Victor. Jack va vérifier ce qui se passe au Parc Chancellor, mais Victor, pensant que Jack était Marco, lui tire dessus. Jack est transporté à l'hôpital, entre la vie et la mort, et dans le coma. À son réveil, Jack, qui a perdu la parole, annonce du doigt que c'est Victor qui lui a tiré dessus, Adam confirme ses dires. Victor est arrêté et incarcéré. Mais il est libéré rapidement sous caution. À l'hôpital, Phyllis communique avec Jack par écrit ou avec la main. Dans le bloc-notes, il écrit le numéro "deux". Ils découvrent aussi que Gabriel n'est pas le fils de Jack. Victor déclare à Michael Baldwin qu'il a tiré sur Jack en cas de légitime défense. Jack déclare aussi la même chose lorsque Victor lui fait du chantage à propos du meurtre de l'équipage que Jack a causé.

- Après être sorti de l'hôpital, Jack retrouve la parole. Il découvre les photos de Phyllis et Marco lors du mariage de William et Chelsea et brise la photo, furieux. Il propose à Phyllis de refaire une lune de miel à Istanbul. Mais durant leur voyage, Phyllis remarque que Jack est émotionnellement mal en point. Jack finit par lui raconter la vérité à propos de lui, son kidnapping, Marco Annicelli et l'implication de Victor. Phyllis commence ce à quoi était dû les derniers comportements étranges de Jack / Marco. Phyllis cherche alors à se venger mais Jack lui conseille de faire profil bas, lui racontant ce qu'il a risqué pour pouvoir rentrer à Genoa et que Victor lui fait du chantage avec ce secret. Marco revient à Genoa et août 2015, lors d'une tempête. Phyllis le croisa et finit par l'assommer. Finalement, Marco réussit à s'échapper mais il est retrouvé par Marisa, qui le séduit et finit par l'attacher au lit. Jack finit par rencontrer Marco et finit par le confronter. Avec Phyllis et Victor, ils finissent par le libérer et d'en parler à personne. Victor le renvoie dans la prison péruvienne.

- À la suite de cette histoire, Jack et Phyllis partent vivre temporairement en escapade romantique dans le Chalet des Abbott. Là-bas, Phyllis rencontre Fred, qui s'avère être en réalité Ian Ward, sans qu'elle sache qu'il est en réalité, elle se lie d'amitié avec lui et lui confie tous ses problèmes. Phyllis parle de "Fred" à Jack. Alors qu'elle l'invite à dîner un soir, elle l'appelle au téléphone, aux côtés de Jack, qui pense reconnaître cette voix sans retrouver à qui lui fait panser la voix de Fred. Un jour, Phyllis donne rendez-vous à Fred au Parc Chancellor car elle devient de plus en plus méfiante envers lui. Mais Summer surprend Phyllis avec "Fred" et lui demande pour quelles raisons elle parle a cet homme. Phyllis lui dit que c'est Fred, son nouvel ami, mais Summer lui affirme que cet homme est Ian Ward, censé être en prison. Summer lui raconte tout ce que Ian a fait lors de son passage à Genoa et Phyllis va le confronter ensuite.

### La vérité sur "Gabriel Bingham", le projet Paragon, PassKey, vengeance envers Victor et romance entre Phyllis et William
- Début octobre 2015, (diffusé en août 2018 sur TF1) lorsque Genoa apprend que Gabriel est en réalité Adam Newman, William en veut énormément à Jack car il apprend qu'il était au courant de la vérité. William s'allie également à Phyllis afin de se venger d'Adam, mais aussi de Victor. Ils réactivent le virus Paragon juste après l'incendie de la tour Newman le jour d'Halloween. Lorsque Victor l'apprend, il envisage de poursuivre Phyllis et William mais pour empêcher que cela aille au tribunal, Jack donne à contrecœur 15 millions de dollars à Victor. Afin de récupérer leurs pertes financières, William propose un programme lucratif à Jack, qui refuse au vu de sa "dépendance" pour les jeux et sa déchéance envers l'alcool. Lors de la Saint-Sylvestre, des parieurs retrouvent William et le tabassent au parking de Newman. Marisa le retrouve, mal en point, et le conduit à l'hôpital. William est dans le coma, entre la vie et la mort. Le 13 janvier 2016 (diffusé le 15 novembre 2018 en France), voyant aucun espoir de réanimation, les Abbott disent adieu à William, mais il finit par se réveiller à la suite d'un rêve ou il voit défiler sa vie.

- Après que William ait survécu, Jack espéra qu'il allait s'assagir avec cette "leçon" de vie. Mais il découvre rapidement que son petit frère travaille avec Phyllis pour faire tomber Victor. William et Phyllis engagent Natalie, une hackeuse professionnelle qui crée PassKey, un programme initialement conçu par Natalie et Kevin Fisher. Lorsque William en entend parler, il décida de participer au lancement de ce programme. Mais Mariah encourage Kevin de se faire de l'argent, dans le dos de William. Kevin accepte et ils reçoivent une offre de Victor, qu'ils acceptent. Mais Nathalie est mise au courant et en parle à Phyllis. Elle demande l'éviction de Kevin et Mariah du programme. Victor, méfiant envers Natalie, demande à Summer de la surveiller, ce qu'elle accepte. Natalie donne un programme défectueux à Victor et donne le vrai programme à Phyllis et William. Lorsque Victor l'apprend, il la licencie.

- Peu à peu, les crimes de Victor à propos de Jack et Marco se dévoilent au grand jour, il est finalement arrêté et mis e garde à vue. Mais il est libéré sous caution. Cependant, il menace Phyllis et Jack, ce dernier finit par dénoncer une nouvelle fois Victor qui finit par être incarcéré jusqu'à son procès. Jack a été choqué lorsqu'il apprend que Phyllis, toujours désireuse à se venger de Victor, engage Michael pour saboter la défense de Victor. Luca finit par le faire savoir à Victor, mais cela ne change rien puisqu'il est condamné à 15 ans de prison ferme. Juste après l'incarcération de Victor, Phyllis et William annoncent le lancement de PassKey, et Victoria, qui a repris les rênes de Newman Entreprises après l'incarcération de son père, accuse William de lui avoir volé le programme et envisage une poursuite judiciaire. Elle conclut un accord avec Jack a propos de PassKey, mais pour se venger, Victoria oblige Jack à licencier William de Jabot, ce qu'il accepte. Jack est contrarié à l'idée que Phyllis défende constamment William pour ses fautes, malgré tout ce qu'il a pu faire par le passé.

- De la prison où il est, Victor, pour se venger de Victoria, met Pêche d'Enfer (Brash & Sassy en VO) en vente, et William rachète l'entreprise. Jack se demande quelles sont les motivations de William vis-à-vis de Pêche d'Enfer, et William lui répond que c'est que du business. En même temps, au vu de leur rapprochement envers la vengeance mutuelle qu'ils ont envers Victor et avec le programme PassKey, William et Phyllis finissent par se rapprocher et entament une liaison secrète dans le dos de Jack. William tente de séduire Fiona, un des acheteurs de Jabot, afin qu'elle revienne chez Pêche d'Enfer. Jack a réussi à la convaincre de rester chez Jabot, mais Fiona parle à Jack de la relation de William avec Phyllis en disant qu'elle pense que quelque chose se passe entre eux. Jack finit par apprendre la relation de Phyllis avec William et quitte la fondation Abbott-Winters (qu'il avait fondé avec Neil), concluant que désormais, il ne leur sera plus d'aucune utilité.

### Trahison de Phyllis et conflits avec William et Pêche d'Enfer
- Le 15 septembre 2016, peu après la mort de son meilleur ami Adam, Jack apprend avec effroi la liaison de William et Phyllis. Il quitte alors la fondation qu'il a créée avec Neil. Tout Genoa apprend la tromperie de Phyllis lors d'une interview de Jack à la télévision. Jack envisage de divorcer de Phyllis et la renvoie également de Jabot. Mais Phyllis, anéantie, tente de sauver son mariage en voulant reconquérir Jack, en vain. Parallèlement, les relations de Jack et William deviennent de plus en plus tendus lorsque William avoue être également tombé amoureux de Phyllis. Un jour, alors que Phyllis tente une énième fois de le supplier de ne pas annuler leur mariage, Jack la pousse brusquement sans faire exprès dans les escaliers. William intervient à ce moment-là. Jack s'inquiète pour elle mais reste sur sa position de demande de divorce. Phyllis supplia Jack de la réengager chez Jabot et de ne pas mettre fin à leur mariage. Jack accepte de la réembaucher, mais il change la place de son bureau en la mettant dans un placard. Jack reste cependant toujours distant et froid avec Phyllis, mais cette dernière supporte son attitude, espérant se remettre avec lui.

- Cependant, Jack reste toujours en colère contre William et cherche un moyen de se venger de lui. William travaille désormais avec Victoria et Cane Ashby en tant que co-PDG de Pêche d'Enfer. Afin d'évincer William des locaux de Jabot, Jack fait parvenir un lot de factures chez Pêche d'Enfer, pour les faire partir et ainsi, pour permettre à Ashley de récupérer son laboratoire. Jack les laisse jusqu'au Nouvel An pour régler leurs factures. Mais Victoria persuade Jack de ne pas les expulser, ce qu'il accepte à contrecœur. Malgré cette faveur, les relations de William et Jack restent tendues.

- Début 2017, lorsque Fenmore's (l'entreprise de Lauren) connaît une crise économique due à la baisse de ses ventes, Jack propose à Lauren d'associer Fenmore et Jabot ensemble, afin de remonter les ventes de Lauren. Mais Phyllis, qui travaille désormais avec Lauren, pense que Jack à une idée derrière la tête, qui laisse Lauren perplexe. Lauren se dirige vers d'autres investisseurs, sans succès final à cause de Jack. Lauren revient finalement vers Jack, en obtenant un accord uniquement à ses conditions en faisant dire à Eric Forrester qu'il allait investir dans Fenmore. Jack accepte les conditions de Lauren et obtient 49% des parts de Fenmore, tandis que Lauren à 51% des parts.

- Un soir, Jack et Gloria passent une soirée arrosée à l'Athletic Club, ils finissent par coucher ensemble, ivres. Le lendemain, ils se réveillent, surpris de se retrouver dans le même lit alors qu'ils se détestent. Gloria, qui a été ruinée par son ex Jeffrey Bardwell, tente de retrouver du travail pour regagner sa vie. Lorsqu'elle demande un travail à Jack chez Jabot, celui-ci refuse. Gloria décide alors de se venger en accordant une interview à Mariah chez G-Buzz en se faisant passer pour une certaine dénommée Clarissa en disant qu'elle a été victime de harcèlement sexuel. Au moment où Gloria / Clarissa allait dévoiler l'identité de son "harceleur", Hilary coupe l'interview en réalisant que Gloria parlait de Jack. Celui-ci, furieux après Gloria, lui donne un emploi de réceptionniste chez Jabot Cosmetics à contrecoeur. Mais sa décision dérange Ashley, qui lui menace de lui retirer son poste de PDG jusqu'à ce qu'elle s'aperçoive que les ventes de Fenmore rapportent des bénéfices. Malgré les tensions de Jack et Gloria, ces deux-là finissent par se rapprocher et à entretenir une relation.

- Quelque temps plus tard, Jack découvre le projet d'expansion d'Abby pour Newman Entreprises et lui propose de collaborer, dans le dos de Victor. Abby, réticente au début car Victor avait rejeté son idée par le biais de Victoria, finit par accepter la proposition de Jack et ce dernier et Abby deviennent des partenaires commerciaux.

### Le retour de Dina Mergeron à Genoa City
- Début mai 2017, Dina Mergeron (qui est la mère de Jack, Ashley et Traci), met en vente Mergeron Entreprises. Neil et Devon, qui viennent de fonder leur entreprise de label de musique Hamilton-Winters cherchent rapidement à entrer sur le marché de la concurrence. Ils se rendent à Paris, en France ou ils rencontrent Dina et son compagnon, Graham. Jack se demande pourquoi elle vend soudainement son entreprise. À son retour à Genoa City, Dina annonce publiquement chez G-Buzz qu'elle a vendu son entreprise à Neil et Devon, ce qui ne ravit pas Jack et Ashley.

- Jack repense à la façon dont Dina le traitait quand il était enfant et a quel point il est nostalgique. Il la croise par hasard à l'Athletic Club en compagnie de Graham et de Gloria. Jack est avenant concernant le pardon de sa mère, mais Ashley, plus méfiante, ne la pardonne pas directement mais devient de plus patiente avec elle et finit par se rapprocher de sa mère petit à petit. Dina organise un diner chez les Abbott avec Jack, Ashley, Traci et Abby. Cependant, Jack et Ashley commencent à douter de Graham et de ses motivations, notamment lorsque Dina annonce qu'elle repart pour Paris. Graham étant omniprésent dans la vie de Dina, Jack et Ashley pensent qu'elle pourrait être en danger avec lui et que son seul but est de la dépouiller. Ils élaborent un plan pour éloigner temporairement Graham de leur mère : Graham vient chez le manoir Abbott et fait plus ample connaissance avec Ashley et Jack rend visite à sa mère dans sa chambre au Club. Elle lui apprend qu'elle doit partir, mais Jack sent qu'elle y'est forcé (par Graham). Il apprend, par Ashley et grâce à Ravi, que son nom complet est Graham Bloodworth et qu'il a eu une carrière d'acteur sans réel succès et qu'il est le bras-droit de Dina depuis une année. Finalement, au moment de quitter Genoa, et grâce à Abby, Dina décide finalement de rester en ville, ce qui déplaît Graham. Afin de comprendre les réelles motivations de ce dernier, Jack mandate d'abord Ashley (qui refuse), puis Gloria pour qu'elle séduise Graham pour comprendre les réelles motivations de Graham envers sa mère. Gloria refuse également, mais accepte d'avoir un rendez-vous, organisé par Graham.

- À la demande de Graham, Dina change son testament et signe un contrat qui stipule que Graham est le seul héritier légitime de l'héritage de Dina, ce qui choque Ashley et particulièrement Jack. Celui-ci, qui passe rendre visite à Nikki régulièrement, constate qu'elle ne va pas bien. Il en parle à Victor, qui refoule les suggestions de Jack vis-à-vis de Nikki. Le soir du post-gala de charité de Nikki, Jack la raccompagne au Chalet Abbott à la suite de l'altercation de Nicholas et Victor (Jack n'est au courant de rien). Après certaines confessions, Nikki finit par embrasser Jack. Un jour, lorsque Nikki annonce sa séparation avec Victor, elle et Jack s'embrassent à nouveau et sont surpris par Abby, qui s'empresse de'aller le répéter à Victoria et William. Victoria part mettre en garde Jack. Par ailleurs, elle lui dissuade d'embaucher Cane en lui faisant du chantage sur son secret avec Nikki. Jack accepte à contrecoeur de ne pas l'embaucher, afin de préserver son secret. Malgré cela, Nikki propose à Jack une après-midi à la pêche au Chalet Abbott, Jack accepte, entraînant la jalousie de Gloria au passage, qui invite Graham à dîner. Lors de leur séjour au chalet, Nikki et Jack sont photographiés à leur insu.

### Un but ultime: faire couler Pêche d'Enfer
- Jack, qui tient toujours à faire couler Pêche d'Enfer, apprend par Hilary que Victoria a passé la nuit avec Benjamin Hochman. Avec cette info, Jack souhaite l'utiliser cette information. Au même moment, Cane, toujours en recherche d'emploi après son licenciement de chez Pêche d'Enfer, propose à Jack de l'engager comme consultant chez Jabot. Ce dernier, réticent au début, finit par refuser à contrecœur son offre après que Victoria lui ai imposé un chantage à son égard. Ashley, qui s'inquiète pour sa mère, constate qu'elle déprime depuis la vente de Mergeron Entreprises. Jack se propose alors de l'engager. Dina accepte. Après la première journée de Dina chez Jabot Cosmetics, Jack est satisfait de son intégration mais remarque une erreur de calcul commise par Dina à propos de leur nouveau projet Parker Beauté. Il reçoit le lendemain le même document, corrigé, par Graham, a l'insu de Jack et Ashley, qui continue à se poser des questions mais est plus rassuré. Ce dernier, qui s'est également associé avec Benjamin Hochman pour racheter Pêche d'Enfer et au vu de leur crise financière, augmente le loyer de Pêche d'Enfer de 25 % afin de se débarrasser plus rapidement d'eux. Après que Victoria a appris que Benjamin s'est associé avec Cane, ces derniers se disputent dans les couloirs de l'Athlétic Club, filmé sans le savoir par Hilary, qui s'empresse d'aller diffuser l'altercation dans l'heure d'Hilary, ce qui ravit Jack. Mais sa satisfaction disparaît lorsque William lui annonce que Pêche d'Enfer a obtenu un prêt grâce à Neil et qu'ils peuvent payer tous leurs loyers. Jack décide alors de changer de stratégie, il mandate Lauren et lui présente une nouvelle stratégie marketing : enlever tous les produits de Pêche d'Enfer des boutiques Fenmore et les remplacer par ceux de Parker Beauté, que Jabot à récemment acquis. Lauren refuse en souhaitant garder les produits de Pêche d'Enfer et en ne souhaitant prendre parti pour aucun des deux clans. Victoria propose à Jack de faire une trêve, ces derniers acceptent à contrecœurs. Quelques jours plus tard, il apprend que quelqu'un a fait fuiter des informations à propos de leur nouveau projet, l'acquisition des produits Parker Beauté. Il s'associe avec Phyllis pour faire tomber Pêche d'Enfer définitivement. Il l'ordonne d'espionner Pêche d'Enfer. Jack et Phyllis finissent par constater que les chiffres de ventes de Pêche d'Enfer ont augmenté. Ces derniers pensent que ce document a été falsifié, Jack pense que William est la personne à l'origine de cela.

- Parallèlement, Jack et Ashley s'inquiètent beaucoup pour leur mère, qui ne fait pas les choses correctement chez Jabot, surtout lorsqu'ils apprennent que c'est Graham qui a corrigé l'erreur de calcul que Dina a faite concernant le projet Parker Beauté. Jack sermonne sa mère pour ça et menace indirectement de la renvoyer si cela se reproduisait. Ashley et Jack, qui voient Graham comme une mauvaise influence pour Dina, commencent à enquêter davantage sur son passé avec l'aide de Ravi. Jack apprend que Graham est orphelin et qu'il n'a que Dina dans sa vie. De son côté, Ashley trouve dans la suite de Dina un document pour une résidence dédiée aux seniors. Elle prend contact avec l'établissement et apprend que Myrna Bloodworth, la mère de Graham, est vivante. Jack entame ainsi une relation secrète avec Nikki, et un mystérieux inconnu prend des photos à plusieurs reprises. Un soir, Graham reçoit les photos et décide de les envoyer à Victor sous l'intermédiaire de Dina. En les visionnant, Victor confronte Nikki et les envoie à Jack.

- En septembre 2017, Jack découvre que des fichiers confidentiels de Jabot que seuls Jack et Ashley avaient accès, ont été volées. Ravi inspecte tous les ordinateurs portables internes à l'entreprise, et découvre que la taupe a utilisé l'ordinateur de Phyllis et le mot de passe de Dina. Jack en conclut que la taupe est William et afin de contrer, il lui tend un piège en mettant en ligne des faux fichiers sur la nouvelle stratégie de Jabot : il compte réduire les budgets de leur gamme Homme pour les verser à leur nouvelle ligne prévue, Jabot Junior. En réalité, Jack tente de dédoubler les budgets de la gamme pour homme afin de faire régresser Pêche d'Enfer dans leur progression de concurrencer Jabot.

- Début octobre 2017, Ashley obtient le prix de l'innovateur de l'année, que son père John Abbott avait reçu des années auparavant. Jack décide d'organiser une réception en l'honneur d'Ashley et invite les Abbott (y compris William) et leurs amis proches. Graham est invité par Dina, ce que Jack refuse mais que Ashley laisse passer, cette dernière cherchant à dévoiler les nombreux secrets de Graham au grand jour. Le 12 et 13 octobre 2017 (diffusé en France sur TF1 le 31 août et le 1er septembre 2020), la soirée en l'honneur d'Ashley a lieu au Belvédère dans la tour Newman. Jack anime la cérémonie et Traci déclare sa fierté et son admiration envers sa sœur. Viens ensuite le tour de Dina, qui déclare ses regrets d'avoir abandonné ses enfants, Ashley l'interrompt rapidement mais Graham souhaite que Dina continue son discours. Vient ensuite une dispute entre Graham et Ashley ou cette dernière commence à dévoiler les secrets de Graham et ses intentions envers Dina. Graham finit par avouer qu'il souhaite se venger de Dina a cause de ce qu'elle a fait à sa vie étant jeune. Graham déclare que Brent Davis, l'ancien amant de Dina, a fait auparavant partie de la vie de Graham et qu'il était son père adoptif. Dina finit par dévoiler accidentellement qu'Ashley est la fille biologique de Brent Davis et non celle de John Abbott.

- Après que Dina a révélé accidentellement le secret d'Ashley, Jack demande aux invités présents d'oublier cet incident. Il demande également à Hilary, de ne pas diffuser l'évènement, ce qu'elle accepte. En rentrant au club, Dina et Graham se disputent et la mère des Abbott finit pas s'effondrer par terre. Graham la laisse, seule et part. C'est finalement Ashley qui la trouve, allongé au sol. Dina est amenée d'urgence à l'hôpital. En voulant la rendre visite, les Abbott apprennent que seul Graham est le responsable légal de Dina. Malgré ça, les Abbott réussissent à la voir. Le lendemain, les Abbott viennent chercher Dina dans sa chambre et s'aperçoivent qu'elle a disparu. Ils se rendent vite compte que Graham a réussi à la faire sortir rapidement et se lancent à sa recherche. Ils finissent par les retrouver dans une aire aérienne, mais un grillage les sépare, ce qui empêche les Abbott d'agir. Quelques jours plus tard, Jack et Ashley se rendent en Floride, ou ils surprennent Dina avec Graham dans un hôtel. Ce dernier accepte de leur confier Dina. Elle finit par rentrer à Genoa avec Jack et Ashley.

### Dina, atteinte de la maladie d'Alzheimer
- Au retour à Genoa, Jack et Ashley constatent que le comportement de Dina devient trouble. Cependant, ils ne prennent pas trop en considération ses différentes demandes alternées. Parallèlement, Jack, accusé par Victoria du problème de masques de Pêche d'Enfer, nie toute implication. L'entreprise de Victoria finit quand même par couler, mais elle est renflouée, grâce à Victor. Fin octobre 2017, lors de la soirée d'Halloween, Jack apprend par Phyllis que l'Underground est en train de brûler et que son petit frère est bloqué dans les décombres. Cet incident pousse Jack à se réconcilier avec William, après une année de conflits mutuels, ce que ce dernier accepte.

- Lors de la soirée des Newman réservée à Abby en novembre, Genoa apprend que le petit-ami de cette dernière, Zack Stinett, est un proxénète et que leur application servait à alimenter des prostituées. Au même moment, Dina plante Nikki sur le bras droit avec une fourchette, ce qui attire l'attention des invités et qui fait que personne n'a vu Zack s'enfuir avec Abby. Dina disparaît au même moment, ce qui rend la soirée mouvementée. Cette dernière est finalement retrouvée devant un box de stockage (celui de Zack) et est arrêtée. Elle est finalement libérée, mais avec un bracelet électronique. Avec tous les problèmes et les conflits qu'elle a pu avoir, Jack propose à Dina d'aller consulter un médecin. Elle refuse, affirmant qu'elle se sent en forme. Jack fait alors venir un médecin au domicile des Abbott, qui évalue sa santé. Mais avant la fin de séance, Jack interrompt la séance et demande au docteur de partir. Après une brève discussion avec Ashley, ils en concluent que Dina est atteinte de la maladie d'Alzheimer. Leurs soupçons se confirment lorsqu'ils informent le docteur qui a évalué Dina et son médecin traitant, affirmant tous les deux la théorie des Abbott.

### Jack contre Ashley: un combat sur le pouvoir familial
- Avec la maladie de Dina qui s'aggrave de jours en jours, Jack décide de confier temporairement la direction de Jabot à Ashley pour se consacrer uniquement sur la santé de sa mère. Il apprend lors du dîner de Thanksgiving à Traci, William et Abby la maladie de Dina. Nikki l'apprend également par la suite. En revanche, d'autres personnes comme Phyllis ou Gloria s'interrogent sur la soudaine décision de Jack et son remplacement par Ashley, qui garde le silence à propos de Dina. Nicholas, qui se retrouve au chômage à cause de l'incendie de l'Underground, trouve avec Paul dans les affaires récupérées là-bas une photo, Victor affirme qu'il s'agit de Brent Davis, un ancien amant de Dina. Nick, accusé d'incendie volontaire, va voir Jack et lui demande si Dina a quelque chose à voir avec l'incendie. Au moment où il souhaite la voir, Jack refuse catégoriquement et chasse Nick. C'est au cours d'une discussion avec Dina ou il ravive ses souvenirs avec sa chanson préférée "The Moon Is Back" que Dina se souvient de son acte criminel et avoue à Jack être responsable de l'incendie de l'Underground. Jack contacte Paul et lui avoue que Dina est responsable de l'acte criminel qui a causé l'incendie de l'Underground. Cependant, il conseille à Paul de ne pas l'inculper en lui dévoilant sa maladie, ce que Paul comprend et accepte.

- Hilary, qui cherche à sponsoriser son émission, demande à Devon d'être son patron, ce dernier refuse, remettant en cause les valeurs de son entreprise avec Neil. Elle demande alors à Jack, qui refuse au départ mais accepte par la suite en posant certaines conditions. Ashley, en revanche, refuse d'être mêlée à Hilary et à son émission mais Jack, pas d'accord avec sa sœur, maintient l'accord qu'il a avec Hilary. Ashley qui a aussi pris récemment le contrôle de l'entreprise, effectue des changements au sein de l'entreprise. Voyant des transactions annulées à cause de Jack, Ashley décide de réunir le conseil d'administration de Jabot pour élire Ashley en tant que PDG à temps plein. Jack interrompt cependant la réunion. S'ensuit une discussion houleuse entre Jack et Ashley qui se font des multiples reproches sur la tournure qu'a pris Jabot depuis que Jack est à la tête de l'entreprise et sur la paternité d'Ashley.

- Par la suite, Jack et Ashley entrent en guerre et obligent indirectement Traci, William et Abby à prendre parti. N'ayant trouvé aucun accord concernant la place de PDG de Jabot, Ashley organise un vote au front avec le conseil d'administration. Ashley et Jack étant à ex-aequo, aucune issue n'est disponible pour élire le nouveau PDG. Finalement, à la suite d'un vote de Kyle, Jack est destitué de son poste de PDG et est par conséquent remplacé par Ashley. Cette décision refroidit Jack, qui cherche par tous les moyens de se venger. Il met en place une clause de contrat stipulant que seul un membre de la famille Abbott peut prétendre au statut de PDG, et il le fait savoir à Ashley, cette dernière n'étant pas la fille biologique de John Abbott. Ashley contre-attaque Jack en rédigeant un autre contrat. Parallèlement, ce dernier souhaite racheter Chancellor Industries à Jill, malgré le fait qu'il ne soit plus PDG, ce qu'il se prive de dire à Jill lors de la négociation. Cette dernière, d'abord hésitante, propose à Jack de garder Cane au sein de Chancellor, ce qu'il accepte. Finalement, Jill se rétracte et refuse l'offre de Jack.

- Graham, revenu en ville, aide Dina à "kidnapper" Christian Newman, le fils de Nick en le faisant passer pour Jack. Nick finit par retrouver son fils et le reprend. Un peu plus tard, Graham débarque chez les Abbott et déclare qu'il est responsable de la garde de Dina et souhaite l'emmener dans sa chambre au Club. Il revient chez les Abbott avec une ordonnance judiciaire qui stipule que Graham est légalement responsable de Dina. Les Abbott sont contraints de laisser Dina à Graham. Jack décide alors de se battre en justice pour la garde de sa mère, ce qui interrompt les querelles entre Jack et Ashley et consolide leur famille. Tandis que les Abbott se battent en justice pour annuler la procuration médicale de Graham, ils apprennent que Graham est désormais marié avec Dina, cette dernière pense que ce procès est une prononciation de son divorce avec John. Jack, Ashley et Traci apprennent très vite que la déclaration de Graham concernant son mariage avec Dina était une ruse pour échapper à ce que Ashley et Traci ont découvert concernant Graham dans les archives de Mergeron. Par la suite, le laboratoire de Jabot est cambriolé et de nombreux flacons ont été volées ou détruits. Ashley pense avoir le coupable en tête et va confronter Graham, qui lui affirme qu'il est diabétique afin qu'Ashley laisse ses empreintes dans une seringue contenant de l'insuline, ce qu'elle commet. De son côté, Jack tente de faire annuler le mariage de Graham et Dina, avec l'aide de Michael. Dina pense que Jack est John et que ce dernier est toujours en vie, elle demande des explications à Graham, qui dévie les questions de Dina. Jack vient la voir pour s'expliquer avec Graham et lui apprend que l'audience de l'annulation de son mariage aura lieu dans 2 jours, et que Graham pourrait tout perdre. Conscient de ce qui lui attend et afin de pouvoir hériter de son héritage, Graham tente de tuer Dina avec l'insuline mis dans la seringue. Dina finit par se réveiller et une dispute éclate entre les deux. Graham finit par mourir accidentellement, tué par Dina qui lui a planté la seringue dans son bras. Corrélativement, Ashley et Paul découvrent que tous les produits ont été volés, sauf un seul, qui les conduit à Graham. En arrivant sur place, Ashley et Jack découvrent Graham, inconscient au sol. Les médecins légistes confirment sa mort. Dina se rend au poste de police et confirme son meurtre mais avec sa maladie, Paul ne prend pas en compte ses aveux. En revanche, il pense qu'Ashley pourrait être responsable de sa mort, après avoir retrouvé son ADN dans la seringue.

- Après la mort de Graham, Dina part à Paris, sous la proposition d'Abby et accompagné de Traci, tandis que Jack et Ashley reprennent leur guerre familiale. Après la médiation opposant Ashley et Jack sur qui dirigera Jabot, Ashley sort perdante et Jack sort vainqueur. Ashley finit par quitter la société familiale et souhaite monter sa propre entreprise cosmétique, qui concurrencera Jabot. Malgré ça, elle se voit proposer un poste au sein de Newman par Victor et Nikki, qu'elle finit par accepter secrètement.

- Traci, agacée par le comportement de Jack et Ashley, tente à plusieurs reprises de les réconcilier, mais ils ne l'entendent que d'une oreille. Un jour, Dina appelle par vidéo webcam ses enfants et tombe sur Traci, qu'elle reconnaît à peine, et demande à voir "ses seuls enfants" Jack et Ashley. Peinée par la situation, Traci s'éclipse en pleurs. Après leur discussion avec Dina, Jack et Ashley partent la réconforter en compagnie de William mais Traci accable Jack et Ashley pour leur comportement et le fait qu'ils contribuent à la destruction de leur famille. Jack se rend compte que la guerre avec Ashley part loin et sous les conseils de son petit frère, part s'excuser à Ashley en lui proposant de revenir chez Jabot. Ashley accepte ses excuses mais refuse de revenir travailler chez Jabot. Jack engage alors Helen Wallace, une chimiste renommée dans le monde des cosmétiques. Malgré cela, Jack, qui souhaite toujours qu'Ashley revienne chez Jabot, s'allie avec Victoria pour faire tomber Ashley.

- Victoria récolte des documents confidentiels de Newman et les donne à Jack, pour chercher à faire porter le chapeau à Ashley. Elle parle ensuite à Victor de ses soupçons concernant la loyauté d'Ashley envers Newman pour qu'il la vire définitivement. Victor charge J.T. d'aller enquêter. Le même soir, ce dernier s'introduit secrètement dans le bureau de Jack lorsque tout Jabot est vide, et trouve le dossier appartenant à Newman Entreprises. Victoria jubile en apprenant que Ashley peut être renvoyée avec ce dont on l'accuse mais Victor cherche tout d'abord à trouver des preuves contre une association secrète entre Ashley et Jack avant d'agir. Victor trouve finalement une preuve d'une association secrète entre Ashley et Jack et annonce à Ashley son renvoi. Abby, de retour à Genoa, est révolté contre son père du renvoi de sa mère, et cherche des preuves que Victoria et Jack sont complices du renvoi d'Ashley. Abby réussit à trouver le relevé téléphonique de Jack qui montre qu'il a beaucoup appelé Victoria dernièrement. Abby s'empresse de revenir chez Newman et montrer les preuves a Victor. Ce dernier apprend finalement que Victoria a conspiré avec Jack pour faire partir Ashley et Victor propose de la réengager, Ashley refuse à cause de Victoria. Elle en veut également à Jack, parti en voyage d'affaires à Londres. Finalement, sous une idée de Nikki, Victoria est rétrogradée de ses fonctions et Ashley accepte de revenir chez Newman.

### "Père biologique" de Jack
- En mars 2018, Abby décide de retracer la vie de Dina et d'en faire des souvenirs. Dina parle de John, mais aussi de la vie avec ses enfants et ses nombreuses conquêtes. Mais le 23 mars, lors d'un enregistrement, Dina révèle que John n'est pas le père biologique de Jack et que personne est au courant. Sous le choc, Abby arrête l'enregistrement et pense que ce sont les symptômes de Dina qui agissent en son âme et conscience. Abby en parle à Ashley, qui ne croit pas également que ce soit réel. Ashley et Abby tentent à nouveau d'interviewer Dina pour démêler le vrai du faux, mais Dina révèle à nouveau que Jack n'est pas le fils de John et qu'elle ne se souvient pas du nom de son amant. Parallèlement, Jack qui s'était disputé avec Victor plus tôt dans la journée, puis avec Ashley plus tôt dans la soirée, se rend au ranch Newman pour s'expliquer avec Victor. Il trouve Victor, au sol, vivant mais inconscient (voir Victor Newman ou J.T. Hellstrom). Jack en profite pour subtiliser un disque à Victor et s'en va mais appelle tout de même une ambulance pour le sauver.

- En rentrant, Jack apprend par le disque que Kyle s'est allié avec Victor. Il apprend aussi que Abby et Ashley organisent les mémoires de Dina, mais préoccupé par Kyle et Victor, ne fait pas trop attention. Le soir du centenaire de Walnut Grove, Jack retrouve son fils Kyle et lui demande des explications concernant son alliance avec Victor, mais il est arrêté par Paul, qui a trouvé le disque de Victor chez Jack. Ce dernier est placé en garde à vue en attendant son procès. Bouleversé par le retour fracassant de Kyle, Jack espère avoir une explication au sujet de la liaison professionnelle entre Kyle et Victor. Le lendemain de sa mise en garde à vue, Jack se rend à son audience ou la juge refuse de le libérer. Jack part en prison. Kyle, qui ne s'était pas rendu à l'audience de Jack, vient le voir en prison et s'explique sur les raisons de son retour. De là, Jack apprend que son fils à une profonde rancœur contre lui et qu'il a l'intention de le remplacer chez Jabot. Jack est furieux et frustré de ne pas agir contre son fils. Après avoir pris le contrôle de Jabot, Kyle établit de grands changements qui ne plaisent pas à tout le monde, notamment lorsqu'il a l'intention d'ouvrir le capital de Jabot. Peu après, Genoa découvre que ce n'est pas Jack qui a agressé Victor, mais que c'est J.T. qui en est l'auteur. Jack est finalement libéré de prison et lors de la réunion de l'entrée en bourse de Jabot, ce dernier reprend sa place de PDG. Il à ensuite une discussion avec son fils et de cette conversation, Jack apprend les raisons de la colère de Kyle envers lui. Ce dernier organise ensuite une fête en l'honneur de Jack, mais il voit clair dans son jeu et engage William en tant que directeur des opérations, et dans le but de surveiller Kyle. Par la suite, Kyle découvre la carte mémoire contenant les interviews enregistrées de Dina, et la récupère quasiment brûlée. Kyle tente de lire le fichier mais trop brûlé, il fait appel à Ravi pour l'aider à récupérer le fichier. Après avoir visionné la vidéo, Kyle découvre avec stupeur la vérité à propos de la paternité de Jack.

- Avec l'élément des révélations de Dina en sa possession, Kyle souhaite s'en servir. Il rend visite à Victor et lui fait part d'un secret qui pourrait anéantir Jack, dans l'espoir d'obtenir un poste chez Newman. Cependant, Victor ne lui fait pas assez confiance pour prétendre d'obtenir une place chez Newman Entreprises. Kyle apporte alors la preuve de son secret et le montre à Victor. Avec la maladie de Dina et manque de preuves, Victor à du mal a croire à ses révélations. Kyle lui raconte alors ses soupçons concernant Ashley et Abby du fait qu'elles connaissent ce secret et qu'elles aient voulu le dissimuler. Victor décide de garder en sa possession la clé USB, contrairement à Kyle, qui refuse d'impliquer sa famille. Le même soir, la projection du film de Dina est prévue au cinéma. Famille et amis sont invités et s'y rendent. Victor fait irruption lors de la séance, ce qui ne ravit pas Jack. Le film réalisé par Charlie Ashby est projeté et tout le monde apprécie. Mais par la suite, un incident se produit et le montage du film est modifié, les révélations de Dina au sujet de la paternité de Jack sont finalement diffusées : Jack apprend publiquement qu'il n'est pas le fils biologique de John Abbott (épisode diffusée le 22 mars 2021 sur TF1). Après la projection, Jack cherche à comprendre la vérité. Il apprend qu'Ashley et Abby étaient au courant du secret de Dina, de la dissimulation de la paternité de Jack et du fait qu'elles aient réalisées un test ADN pour confirmer ou contrer les dires de Dina. Ce dernier se sent trahi par sa sœur et sa nièce, mais particulièrement par sa mère qu'il blâme sans remords et sans qu'elle puisse comprendre ce qui l'énerve. Jack décide par la suite grâce à un conseil de Neil d'effectuer à nouveau un test ADN entre lui et William. Le 14 mai (épisode diffusé le 26 mars 2021 sur TF1), Jack à la confirmation qu'il n'est pas le fils de John.

- Après que Jack eut confirmation du test ADN, il tente d'oublier et se voile la face concernant la réalité. William et Kyle tentent de le raisonner en lui disant que malgré les résultats, il reste un Abbott dans l'âme. Jack refuse d'écouter ces paroles et prend la fuite. Plus tard, les Abbott remarquent la disparition soudaine de Jack. Avec la clause que Jack a instaurée quelques mois plus tôt sur la direction de l'entreprise familiale, celui-ci ne peut plus la diriger. Ashley propose que William prennent le poste de Jack, par intérim. William est élu à l'unanimité, bien qu'il refuse de prendre la place de son frère. Après cette réunion, les Abbott commencent à s'inquiéter pour Jack et commencent à le chercher dans Genoa, introuvable. De son côté, Jack se rend au Chalet Abbott et dévasté, il réalise une vidéo ou il explique sa frustration et brûle par la suite des photos souvenirs de famille. Abby opte pour le Chalet Abbott et s'y rend, accompagné d'Arturo Rosales, l'entrepreneur de "Nouveau Départ" (le projet de Nikki et Nick). Sur place, ils ne trouvent pas Jack mais retrouvent des objets lui appartenant, qui montre qu'il est passé au chalet. Pendant ce temps, Jack part faire un tour en voiture sous l'orage et a grande vitesse. Il finit par avoir un accident en percutant un arbre. Le lendemain, il se réveille, mal en point et retourne au chalet. Il cherche à contacter ses proches mais se rétracte. Il contacte Nikki mais raccroche rapidement. Finalement, il contacte un fournisseur de médicaments, puis Neil. En arrivant sur place, Neil essaye de raisonner Jack en l'empêchant d'essayer de commettre des erreurs en lui rappelant qu'il est. Neil se rend plus tard chez Jabot et annonce à William et Ashley avoir retrouvé Jack, au chalet et mal en point. Ces derniers s'y rendent mais le manque. Finalement, ils le retrouvent au manoir des Abbott et lui demande des explications sur sa disparition.

- Après le retour de Jack, celui-ci apprend que William a été élu PDG pendant son absence. Dévasté, il part boire un verre au Club, en compagnie de Kyle. Ce dernier lui apporte une idée : faire annuler la clause de filiation de Jabot afin que Jack récupère son poste. Lorsque Jack annonce à Phyllis, Ashley et William sa volonté d'annuler la clause et de récupérer sa place de PDG, William refuse et souhaite respecter la clause en soumettant à Jack son envie de diriger l'entreprise à sa manière, et dans le but de l'éloigner du monde des affaires le temps qu'il se remette de la nouvelle sur sa paternité. N'ayant pas dit son dernier mot, il complote avec Kyle pour évincer William de son poste. Finalement, Jack se rétracte et annonce sa démission, ce qui contrarie William et Kyle. Blessé, il quitte par la suite la Résidence Abbott après un reproche de Dina. Jack tente ensuite de "changer" de vie. Il s'installe à l'Athletic Club mais ne trouvant pas son confort, cherche un appartement. Il se voit proposer l'ancien appartement de Chelsea par Gloria, qui le met en relation avec Farrah Dubose, agent immobilier. Mais il est en concurrence avec Hilary, qui cherche un environnement stable pour son futur bébé et Neil, qui cherche lui aussi plus ou moins à changer d'environnement. C'est finalement Neil qui obtient les clefs de l'appartement, à la déception de Jack. D'un autre côté, il souhaite aussi monter une entreprise et tente de rallier Kyle, puis Ashley, mais ces derniers refusent.

- Malgré tout ces chamboulements, Jack souhaite savoir qui est son père biologique. Un jour, il surprend Dina dans un moment de lucidité et passe la journée avec sa mère. Il apprend que Dina aurait rencontré son père lors d'une soirée au Stardust Inn. Au moment où Dina allait dévoiler l'identité du père de Jack, Neil interrompt sans le vouloir leur conversation, ce qui fait que Dina oublie ce qu'elle allait dire et que Jack s'emporte contre Neil, furieux de lui avoir gâché ce moment. Quelques jours plus tard, Neil se rattrape et trouve dans les archives de Mergeron les journaux intimes de Dina et les fournit à Jack. Ce dernier trouve un journal datant de la conception de Jack et les lis attentivement. Il en apprend davantage mais au moment où il allait apprendre qui était l'amant de sa mère, il n'apprend finalement pas l'identité de son père biologique en trouvant des pages déchirées. Frustré, il se rend au domicile familial des Abbott pour tenter d'obtenir des informations de la part de Dina mais il ne réussit pas à les obtenir. Kyle lui propose son aide pour trouver les pages manquantes du journal. Grâce à une boîte de Dina, Jack ne trouve pas les pages manquantes mais détient une clé qui mène à la banque du centre-ville de Genoa. Lui et Kyle s'y rendent et parviennent à ouvrir le coffre-fort. Ils ne trouvent rien, excepté une photo de Dina, John, Katherine, Philip. En analysant la photo et en repensant à la description de la posture de l'homme dont parlait Dina dans son journal intime, Jack en conclut que Phillip Chancellor II pourrait être son père biologique.

- Jack prend contact avec Esther afin d'obtenir des renseignements sur Phillip Chancellor. Elle lui suggère de contacter Phillip Chancellor III ou Chance mais ces derniers sont en voyage. Jack est déçu mais n'abandonne pas sa quête. Cependant, Cane découvre les intentions de Jack et sentant la menace concernant son héritage sur les Industries Chancellor, le met en garde en soumettant son refus d'exhumer le corps de Phillip. Jack part alors rendre visite à Kyle pour essayer de faire parler Dina, ce qu'il réussit puisqu'elle lui confirme dans un état de lucidité que Phillip Chancellor est bien son père biologique. Désormais déterminé, Jack cherche à effectuer un test ADN sur lui et Phillip en exhumant son corps et fait savoir à Cane lors d'un repas de famille qu'il n'a pas abandonné son idée. Les deux hommes finissent par se disputer publiquement sur leurs identités. Jack va également voir William pour lui demander de conseiller à Jill d'éviter de l'attaquer en justice et de revendiquer ses droits s'il est réellement le fils de Phillip, mais William, tout comme Cane, voit clair dans son jeu dans le but de diriger les Industries Chancellor et le rembarre violemment, refusant la requête de Jack. Avec Kyle, ils envisagent de faire parler Dina lors du procès et la préparent pour cela, en compagnie d'Ashley. Lors de la répétition, Dina est dans son état normal et tout se passe comme Jack et Kyle l'espéraient mais après la répétition, Dina ne se souvient de rien et part se réfugier auprès d'Ashley et prenant Jack et Kyle pour des voleurs. À bout de force, Jack décide d'abandonner les poursuites contre les Chancellor mais Kyle ne s'arrête pas la. Déterminé, il rentre par effraction dans la propriété des Chancellor et se met à déterrer la tombe de Phillip. Il est par la suite arrêté mais il est très vite libéré après son procès. Jack contacte Esther et à la demande de Jack, Kyle fait son mea culpa envers Esther, avant de dévoiler à son père qu'il a réussi à prendre un fragment d'os appartenant à Phillip. Quelques jours plus tard, Jill débarque à Genoa et blâme Kyle pour son acte. Jack intervient et finit par la calmer et vont dîner ensemble à l'Athletic Club. Au retour, Jill met sa colère de côté et pardonne Kyle pour son acte, avant de découvrir qu'il a fait secrètement un test ADN. Jill dispute Jack et Kyle et lit la lettre qui stipule que Jack n'est pas le fils biologique de Phillip Chancellor II. Jack et Kyle sont anéantis mais se réconfortent avec des albums photos montrés par Dina. Jack trouve dans les albums photos les pages manquantes du journal intime et les montre à Kyle, ils apprennent que Dina n'a jamais eu de relation avec Phillip.

- Quelques semaines plus tard, Jack comprend après une discussion avec Phyllis et William que la maladie de Dina empire de plus en plus. Il en parle à Ashley et décide d'accélérer les recherches sur l'identité de son père biologique. Il décide de retourner vivre au manoir Abbott et fait part à Abby de sa tristesse concernant Dina. Abby réussit néanmoins à le mettre sur une piste : comparer le registre des clients du motel du Stardust Inn avec ceux des membres du Country Club. Cela n'aboutit pas et Jack part sur autre chose, il demande à Ashley de demander à Neil s'il peut vérifier des archives des serveurs de Mergeron Entreprises. Abby constate ensuite que Dina a gardé une photo d'elle en compagnie de plusieurs hommes qui la regardent avec dévotion, dont Phillip. Avec la preuve comme quoi Jack n'est pas le fils biologique de Philip et que ce dernier avait rejeté les avances de Dina à l'époque, il en conclut que Dina se soit rabattu sur un de ces hommes sur la photo, qui pourrait être le père biologique de Jack. Il reçoit plus tard la visite de Lauren. Elle apprend que Jack à repris les recherches sur son père et remarque la photo de Dina. Lauren reconnaît son père, Neil Fenmore. Jack pense alors que Neil Fenmore pourrait être son père biologique et souhaite faire un test ADN, mais Lauren trouve un moyen plus rapide et compare en ligne le groupe sanguin de Neil Fenmore et de Dina (tous deux du groupe sanguin A) tandis que Jack est du groupe B. Ils apprennent que deux personnes du groupe A ne peuvent pas avoir un enfant du groupe B. Ils écartent alors l'hypothèse que Neil Fenmore, puis Stuart Brooks soit le père de Jack. Lauren s'aperçoit qu'elle les connaît tous, sauf un. Jack cherche alors à découvrir son identité. Lors de la soirée d'ouverture d'Étalon Noir, Abby propose à Jack de diffuser la photo sur GCBUZZ, sans mentionner le fait que Jack est à la recherche de son père biologique. Peu après l'émission, Abby reçoit une réponse de Matt Miller (le frère de Victor) qui affirme que c'est son père Albert Miller sur la photo. Abby l'apprend à Ashley et souhaite le dire à Jack, mais connaissant la relation tumultueuse entre Jack et Victor, Ashley suggère à Abby de garder le silence. Finalement, Abby dévoile à Jack qu'elle a eu une réponse de Matt Miller qui certifie que l'identité de l'homme recherché sur la photo est celle d'Albert Miller. Jack est sous le choc d'apprendre que Victor pourrait être son demi-frère.

- En allant travailler chez Étalon Noir, Nick avoue à Jack s'être fait passer pour J.T. pour se venger de son père. En discutant des relations paternelles, leur discussion mène à Albert Miller, dont Jack pense qu'il pourrait être le fils biologique. Nick explique à Jack a quel point il en veut à cet homme d'avoir fait du mal à la famille Newman et explique que sa lâcheté a conduit à ce qu'est devenu Victor. Jack lui avoue plus tard que ce qu'il a appris au sujet d'Albert Miller lui a permis de compatir pour Victor et décide de réaliser un test ADN. De son côté, Victor découvre après une discussion avec Nick que Jack souhaite réaliser un test ADN pour savoir si les deux hommes sont demi-frères et lui ordonne d'abandonner. Mais Jack ne s'arrête pas la. Il contacte Matt Miller pour qu'il vienne à Genoa City. Sur place, il lui explique la possibilité qu'il soit également un des fils d'Albert Miller. Avec la maladie de Dina, qui a du mal à se souvenir du passé, Matt comprend la curiosité de Jack mais avec la cicatrice que son père les a abandonnées lui et Victor, Matt hésite. Victor finit par les croiser et conseille a Matt de ne pas écouter Jack. Celui-ci tente de persuader à nouveau Matt, qui hésite encore. Ce dernier finit par rencontrer son neveu, Nick. Durant la discussion, Nick apprend que Jack pourrait être son autre oncle et lui suggère de pousser ses recherches. Matt finit par être convaincu et part voir Victor pour lui convaincre de faire un test ADN. Victor accepte pour prouver que Jack n'est pas leur frère. En recevant les résultats des tests, Jack apprend qu'il n'est pas le fils d'Albert Miller.

- Peu après, les Abbott découvrent que William a volé de l'argent à Jabot pour financer ses jeux d'argent. Celui-ci perd son poste de PDG, part en cure de désintoxication et est immédiatement remplacée par Traci, seule Abbott de sang qui puisse diriger l'entreprise. Traci met fin à la clause de filiation de Jabot instaurée par Jack quelques années plus tôt et donne son poste à Ashley. Kyle se rend compte que son père peut dès à présent diriger à nouveau l'entreprise et lui soumet une idée de candidature. Jack décide alors de se présenter lui aussi comme candidat à la tête de Jabot. Un vote de défiance a alors lieu et Ashley sort gagnante. Elle devient alors PDG, ce qui déçoit Jack mais il félicite tout de même sa sœur. Plus tard, Kyle souhaite monter en grade et devenir directeur général de Jabot, mais avec la façon dont il a agi contre William, Ashley refuse. Kyle s'énerve et met en garde Ashley. Le lendemain, Kyle rencontre Andrew, un personnage trouble, qui se présente comme un employé d'Ashley. Celui-ci lui dit qu'il a découvert des informations qui peuvent nuire à Jabot et à la réputation d'Ashley. Kyle rentre chez lui et parle à Jack de ce que Andrew lui a raconté, mais Jack lui suggère de faire profil bas et de réfléchir avant d'entrer en guerre avec sa tante. Malgré tout, il accepte d'aider son fils à découvrir ce qu'Ashley cache. Kyle s'introduit dans le bureau d'Ashley et découvre que de nombreux versements ont été établis depuis 6 mois vers une société nommée "Type A Consulting", versé à un certain Andrew Lynford, et que cette société n'existe pas puisqu'il s'agit d'une boîte postale. Ils se rendent ensuite chez Jabot confronter Ashley sur cette pseudo-société et sur Andrew Lynford. Ashley affirme que la société servait à réparer les dégâts de William mais Kyle à du mal à la croire. Tandis qu'ils insistent pour obtenir des réponses, Ashley refuse d'y répondre et les chasse tous les deux. Jack commence à penser que la colère d'Ashley à un lien avec la clause de filiation. Avec Kyle, ils décident de réunir le conseil d'administration. Ils font part du versement qu'Ashley fait à Andrew Lynford depuis 6 mois. Celui-ci intervient et leur explique à la demande d'Ashley qu'il travaille sur une crème régénératrice de la peau et anticancer. Phyllis arrive à la réunion et reconnaît Andrew. Elle explique qu'ils ont travaillé ensemble dans un laboratoire d'analyse génétique à New-York et dit qu'Andrew a été promu à la direction du service génétique de l'hôpital de Genoa il y'a peu. Les autres et particulièrement Kyle et Jack commencent à trouver louche le travail d'Andrew et Ashley se défend en attaquant Jack. Il comprend alors que Andrew travaille pour l'hôpital mais secrètement pour Ashley alors qu'il a une clause de non-concurrence. Il se propose de payer Andrew 10 fois plus cher qu'Ashley pour obtenir les réponses à ses questions. Ashley décide de mettre fin à cette réunion en lui révélant la vérité. Elle a engagé Andrew pour qu'il puisse retrouver son père biologique et révèle qu'il est bel et bien le fils de John Abbott depuis le début (épisode diffusée le 26 août 2021 sur TF1).

- Jack est ensuite déboussolé par les aveux d'Ashley et lui demande des comptes. Traci et Abby sont déçues par son comportement et les autres sont choqués. Jack demande à être seul avec Ashley. Par la suite, il règle ses comptes avec elle et lui demande les raisons de ses actions. Ashley lui répond que ses actions étaient justifiées et qu'elle cherchait à se venger de lui par rapport à la clause de filiation. Il apprend qu'elle a joué de la maladie de Dina pour lui faire dire n'importe quoi, qu'elle a modifié elle-même le film réalisé par Abby et Charlie Ashby et par la même occasion les deux tests ADN. Il apprend par ailleurs que Kyle était au courant avant lui du "secret" de Dina. Jack et Ashley se balancent ensuite les pires atrocités qu'ils ont faites au cours de leur vie avant que Jack parte arracher sur la porte la plaque "Ashley Abbott - PDG" et jette violemment le fauteuil d'Ashley à travers la vitre du bureau. Plus tard dans la journée, William revient de sa cure mais suit toujours son programme de désintoxication, à distance et apprend que Jack est à nouveau son frère biologique. Il décide par la suite de réunir le conseil d'administration et votent à l'unanimité pour la destitution d'Ashley. Par la suite, il décide de convier tous les Abbott y compris Dina et excepté Ashley à un déjeuner familial. Ashley intervient plus tard et vient manger avec eux. Il s'ensuit un règlement de comptes entre William, Kyle, Jack et Ashley, celle-ci fait son mea-culpa à William et Abby mais ne s'excuse pas auprès de Jack et tente de faire comprendre aux autres ce que Jack lui a fait subir toutes ces années et remet en questions les agissements de certains dans leur passé.

- Quelques jours plus tard, Jack surprend Dina et Kyle en train de se disputer dans son ancien bureau et apprend par sa mère l'existence d'un document que John avait rédigé il y'a des années stipulant qu'Ashley hérite de tous les brevets scientifiques de Jabot, ce qui la protègerait également de Jack. Kyle souhaitait détruire ce document mais Dina l'en a empêché en expliquant à Jack ce que ce document signifie. En comprenant cela, lui et Kyle décident pour le bien de Jabot de déchiqueter le document. En rentrant au manoir, Dina parle à Traci de ce que Jack et Kyle ont fait (toujours en prenant Jack pour John et Kyle pour un simple chauffeur). Traci comprend alors que quelque chose se trame et se rend chez Jabot ou elle trouve la déchiqueteuse. Elle assemble tous les papiers et comprend la protection d'Ashley assurée envers Jack. Le lendemain, Traci réunit tous les Abbott et évoque des souvenirs de famille avec l'époque ou les enfants Abbott vivaient avec John et Dina réunis. Traci tente de remettre en question Jack et Ashley sur la tournure qu'a pris cette famille, notamment depuis le décès de John. Elle dévoile ensuite en partie ce que Jack à fait la veille, et ce dernier confirme les dires de Traci en leur apprenant qu'il a déchiqueté des documents qui donnent à Ashley l'ensemble des brevets des produits de Jabot. Celle-ci apprend alors que sa mère l'a toujours aimée, contrairement à ce qu'elle croyait depuis petite et comprend que Jack et Kyle ont voulu lui priver de ce qu'avait rédigé ses parents à l'époque. Jack appelle ensuite ses avocats pour pouvoir attaquer ce document, sans succès final puisqu'il est inattaquable. Jack décide alors de faire une offre à Ashley : la réengager chez Jabot avec un poste haut placé et un salaire plus élevé, mais Ashley décline son offre et souhaite récupérer son poste de PDG. Les Abbott sont mitigés par la suite, d'un côté les femmes Abbott qui sont pour Ashley et les hommes Abbott contre Ashley. Finalement, Ashley prend une décision et décide de ne pas revenir chez Jabot, ni en tant que PDG, ni en tant qu'employée. Elle décide de quitter Genoa et d'y fonder une entreprise de cosmétique à Paris, en emportant avec elle ses brevets. Les Abbott tentent de la retenir, mais Ashley ne change pas d'avis, dit au revoir à tout le monde y compris Dina et refuse de parler à Jack. Mais celui-ci la rattrape à l'Athletic Club et s'excuse auprès d'elle pour toutes leurs querelles depuis leur enfance. Ashley accepte ses excuses mais refuse toujours de revenir et quitte Genoa le soir même, sous la déception de Jack.

### Sa relation avec Kerry Johnson
- Peu après le départ d'Ashley et avec la crise à laquelle ils font face à la suite de la disparition des brevets de Jabot appartenant à cette dernière, Jabot à besoin d'élire un nouveau PDG. Jack, qui travaille toujours chez Etalon Noir ainsi que William se portent garant pour reprendre le poste de PDG, mais ce qu'ils ignorent c'est que Phyllis se porte aussi candidate. Jack ainsi que William font appel à Kerry Johnson, une chimiste renommée dans le monde des affaires en envisageant de l'engager, et également pour obtenir une voix supplémentaire, Kerry entend ce qu'ils souhaitent mais ne leur garantit pas indirectement qu'elle votera pour eux. Lors de la réunion du conseil d'administration, les votes sortent et Phyllis remporte la majorité face à Jack et William et devient alors la nouvelle PDG de Jabot, ce qui est loin de ravir les Abbott. Elle élit également Lauren comme directrice des opérations, ce qui déplait William et Kyle et engage Kerry comme chimiste. William et Jack comprennent alors que Kerry a voté pour Phyllis.

- Jack commence à s'intéresser à Kerry et tente plusieurs approches envers elle, malgré le fait qu'elle soit bourrée de travail. Mais cette dernière est assez réceptive à ses avances, ce qui ravit Jack. La veille de Thanksgiving, il lui propose de se joindre à eux. Kerry hésite au départ à cause du travail mais finit par accepter son invitation. Jack invite également Ashley à se joindre à eux mais lors du repas de Thanksgiving, elle lui envoie un message justifiant qu'elle ne viendra pas chez eux et qu'ils doivent se préparer à une concurrence de taille : le lancement de sa nouvelle marque cosmétique "Ma Beauté" sera lancée dès le printemps prochain. Jack est déçu de sa réponse et Kyle s'inquiète avec le temps qu'il leur reste pour rattraper Ashley mais Kerry se dit prête à contre-attaquer avec de nouveaux produits Jabot, ce qui rend Jack encore plus admiratif envers Kerry. Ils finissent la soirée en tête à tête et apprennent à faire connaissance, mais lorsque Jack part chercher une bouteille de vin, Kerry s'éclipse et s'excuse par SMS auprès de Jack pour son départ soudain. Toutefois, il l'invite à un déjeuner pour le repas de Noël, mais celle-ci ne laisse aucune réponse, laissant Jack perplexe. Malgré tout, il décide de prendre les devants et la retrouve chez Jabot en plein travail et téléphone allumé. Il passe outre cela et l'invite une nouvelle fois, elle accepte. Lors du repas de Noël, ils se confient l'un à l'autre et finissent par s'embrasser et peu après les fêtes, partent en vacances pendant quelques jours à Bora-Bora.

- A leurs retour de vacances, leur relation commence à fonctionner plus ou moins à sens unique, avec d'un côté Jack qui s'investit à fond, et de l'autre Kerry qui l'évite de temps en temps, ce que Jack constate, notamment lorsqu'il cherche à lui réserver une sortie et qu'elle lui annonce être débordée de travail et au bureau, il se rend compte qu'elle lui à menti et se rend chez Jabot lui demander des explications. Kerry lui dit qu'elle s'est rendue au tribunal car elle a rencontré des problèmes judiciaires lié à sa conduite au volant (que Jack ne croit pas au passage) et qu'elle souhaite se rattraper. Avec les fiançailles d'Abby et d'Arturo, Jack en profite sous les conseils de William et Kyle d'inviter Kerry à la fête, ce qui marche. Mais pendant la fête, Kerry est distraite et distante à la fois, ce que Jack remarque attentivement. Afin d'avoir le cœur net sur ce qui la préoccupe depuis quelques jours, il décide de fouiller son sac et trouve une seringue. Le lendemain, il discute avec Kerry et lui avoue avoir fouillé son sac. Kerry réalise les raisons de son inquiétude et lui montre la seringue, elle lui avoue qu'elle souhaite congeler ses ovules dans le but de faire un enfant plus tard, ce qui étonne Jack qui comprend pourquoi elle est allée au tribunal. Constatant qu'ils ne sont pas sur la même longueur d'onde, Jack pense qu'ils doivent mettre fin à leur relation, pensant ne pas lui apporter ce qu'elle désire sur le long terme. Le lendemain, il s'explique à nouveau avec elle, refusant finalement de mettre un terme à leur relation. Seulement, le projet de Kerry complique les choses, elle lui avoue par la suite qu'elle ne pense pas à lui comme futur père de son enfant. Mais elle refuse également d'arrêter sa relation et demande à Jack s'il pourrait changer d'avis un jour. Jack refuse gentiment et Kerry s'en va, blessée. Jack la retrouve et revient sur ses paroles, voulant profiter du présent avec elle. Ils se réconcilient.

- Peu à peu, Genoa découvre que Nikki est la meurtrière de J.T. et que Victoria, Sharon et Phyllis sont également impliquées dans l'affaire du meurtre. Elles sont rapidement arrêtées et jugées. Sauf que Phyllis à sauvé sa peau en signant une immunité à Christine. Elle révèle également la vérité sur le meurtre, trahissant ses complices. Tout le monde est révolté par sa trahison, notamment William, qui décide de récupérer Jabot avec l'aide de Jack et Kyle, en destituant Phyllis de ses fonctions. William décide d'utiliser Kerry pour son plan, ce qui rend Jack perplexe mais il finit tout de même par accepter de se joindre à eux. Un jour, Kerry apprend à Jack que Phyllis à l'intention de couvrir ses arrières en créant un nouveau produit phare de Jabot. Jack comprend alors que Phyllis se sent menacé par sa place et demande subtilement à Kerry d'espionner sa patronne. Révoltée au début par la requête de Jack, elle accepte finalement de l'aider à trahir Phyllis, à la condition qu'il lui fait une offre par écrit. Jack accepte. Il annonce ensuite à William que le parfum que Kerry a confectionné pour lui, "Roi de Cœur" (Jack Of Hearts en VO) sera commercialisé chez Jabot dès qu'ils auront évincé Phyllis. Jack rédige par la suite une offre écrite en incluant les conditions de Kerry. Cette dernière accepte de signer le contrat.

- Un soir en allant dîner avec Kerry, Jack remarque un appel de "PC" sur le téléphone de Kerry. Il plaisante sur le fait qu'une entreprise concurrente cherche à la recruter mais comprend que c'est le cas lorsqu'elle détourne le regard. Quelques jours plus tard, il apprend par William que le parfum "Roi de Cœur" appartient désormais à une autre entreprise "Première Cosmétiques" et qu'une stagiaire dénommée Dominique Carroll aurait vendu les brevets a cette entreprise, ce qui étonne Jack puisqu'ils n'ont pas de stagiaire. Il apprend également que c'est Kerry qui a engagé cette Dominique à l'insu de tous. En lui demandant qui est Dominique, Kerry lui avoue que c'est elle-même. Jack comprend alors que "PC" veut dire Première Cosmétiques et que Kerry les a tous doublés en travaillant pour la concurrence. Furieux, il lui demande des réponses mais elle lui répond qu'il les aura lors de la réunion organisée chez Jabot. En se rendant chez Jabot, Jack et les autres membres du conseil ont la surprise d'apprendre que Kerry / Dominique travaille avec Ashley, qui débarque au même moment. Jack confronte une dernière fois Kerry et la menace de l'attaquer en justice. Il lui demande aussi si ses sentiments à son égard étaient sincères, elle répond que du point de vue sentimental, elle était bien sincère et lui demande de venir avec elle à Paris. Jack refuse. A son retour, il apprend qu'Ashley est bien la PDG de Première Cosmétiques et confirme également être la détentrice de tous les nouveaux brevets de Jabot. Elle leur dit que Jabot pourrait devenir une filiale de son entreprise et qu'ils ont seulement 24 heures pour se décider. Phyllis opte pour attaquer Ashley en justice, Lauren et Traci optent pour la direction d'Ashley tandis que William, Kyle et Jack refusent d'aller au procès et de laisser Ashley aux commandes. Ils décident de destituer directement Phyllis de ses fonctions et après un vote du conseil d'administration, Phyllis perd son poste. Jack se propose pour reprendre les commandes de Jabot. Un vote de défiance a lieu pour savoir de qui Ashley (non présente) ou Jack reprendra les rênes. Jack sort finalement gagnant et récupère enfin son poste de PDG.

### Jabot Collectif
- Après le retour fracassant d'Ashley et l'éviction de Phyllis, Jack récupère son poste de PDG. Il tient à redresser Jabot, presque en faillite. Lauren, qui s'inquiète pour le sort de son entreprise, souhaite récupérer les 49% des parts de Fenmore que Jabot possède mais Jack décline plus ou moins sa demande en lui disant que Fenmore jouera un rôle clé dans le redressement de l'entreprise. Il rend visite à Ashley en lui disant qu'il refuse de lui donner Jabot et lui propose un challenge : garder leurs entreprises respectives pour voir qui prospère le plus, elle accepte son défi. Jack dévoile à Kyle et William qu'il souhaite se recentrer sur la mode. Kyle se propose de se charger de la communication sur les réseaux sociaux. Summer le rejoint ensuite et ils envisagent à Jack de faire des partenariats avec des influenceurs, ce qui leur permettrait d'économiser de l'argent. Jack entend leurs idées et en est ravi, mais ne souhaite pas tout miser sur des influenceurs et cherche à collaborer d'une manière plus traditionnelle. Il présente ensuite l'intitulé de son projet : Jabot Collectif ("Jabot Collective" en VO), qui regroupera vêtements, accessoires et cosmétiques. Il revient sur sa décision d'utiliser le partenariat avec les influenceurs et acceptent qu'ils contribuent à la renaissance de Jabot. En lisant un article par la suite, Jack découvre que le produit phare d'Ashley "Ma Beauté" est désormais également centré sur les cosmétiques, mais aussi sur les accessoires et les vêtements sous le nom de "Ma Beauté Collectif". Jack se rend compte qu'il est victime d'un plagiat. Finalement, il trouve un micro dans les produits qu'Ashley à fait parvenir à Jack et lui propose par téléphone un arrangement : elle abandonne son projet et il lui fait une offre de 2 millions. Ashley opte pour 4 millions de dollars. Jack accepte. Dans la soirée, il reçoit la visite de Phyllis, qui lui fait du chantage après avoir obtenu des photos de Kyle et Lola, très proches. Elle demande à récupérer Fenmore. Jack refuse et en parle à Kyle, qui décide d'aller avouer la vérité à Summer et de la quitter par la suite. Jack annonce ensuite à Phyllis que son chantage n'aura aucun effet sur les médias et qu'elle a perdu. Il laisse Phyllis en rogne et jubile. Jack retrouve Lauren et lui parle de son projet en approfondi. Lauren décide finalement de rester en collaboration avec Jack.

- Quelques jours avant le lancement du projet, Jack apprend par Ashley que le logo de Jabot Collectif a été plagié sur un site d'achat en ligne nommé "Jolie Chic Vision" avec également les mêmes produits proposées par Jabot et que l'entreprise est basée à Pékin. Le lancement du site est prévu pour le 1er juin comme pour Jabot Collectif, ce qui fait de Jolie Chic Vision le concurrent principal de Jabot Collectif. Jack cherche à savoir qui se cache derrière le site. Il suspecte tout d'abord Chelsea Lawson, qui avait eu recours a ce genre d'escroqueries avant sa disparition (voir Chelsea Lawson, Phyllis Summers, Lauren Fenmore Baldwin ou Nicholas Newman) puis suspecte Phyllis, qui a de bonnes raisons de se venger des Abbott en les plagiant. Il va la voir, convaincu qu'elle y est pour quelque chose mais Phyllis lui dit que son projet n'a rien à voir avec le site et qu'il en est tout autre. Malgré ça, Jack apprend que le site est basé à Pékin, mais qu'il a été créé à Genoa City.

- Début juin 2019, Jabot lance officiellement Jabot Collectif. Les Abbott ainsi que Lauren et Summer célèbrent leur victoire en compagnie de Theo Vanderway et Natalia, deux influenceurs. Phyllis débarque à la fête en furie et folle de rage, les attaquent verbalement, notamment Jack, Lauren et Summer. Jack comprend alors que c'est bel et bien Phyllis qui se cache derrière le site d'achat en ligne Jolie Chic Vision. Quelques semaines plus tard, Phyllis revient a Genoa après avoir disparu et accepte de pardonner Jack, Summer et Lauren.

- Jack rencontre un succès fulgurant avec Jabot Collectif et le traitement de Dina dans un établissement spécialisé se passe bien. Mais il sent qu'il lui manque quelque chose pour être réellement heureux. En juillet 2019, William lui suggère d'aller rendre une petite visite a Ashley et lui réserve le vol. Jack est alors forcé de se rendre à Paris ou il retrouve sa petite sœur. Ashley et Jack qui se sont récemment réconciliés, passent du temps ensemble. En revenant a Genoa, Jack ainsi qu'Ashley annoncent a Traci et William que leurs deux entreprises vont fusionner. Quelques jours plus tard, Phyllis lui propose de léguer l'entièreté des Jaboutiques a Jabot, ce que Jack accepte sous les conseils de William.

### Retracer l'histoire de la famille Abbott
- Durant l'automne 2019 et après son escale à Sedona, Jack revient à Genoa et décide de retracer l'histoire des Abbott avec l'aide de Traci. Il décide de quitter l'entreprise pour se consacrer a plein temps a son projet et cède sa place a William et Kyle. Avec Traci, ils commencent à envisager les sujets qui seront présents dans leur livre, professionnellement comme personnellement afin de les transmettre aux générations futures. Dans la boîte a souvenirs, ils trouvent une lettre d'amour de Dina adressé a John. Un jour, Dina se blesse dans le centre où elle réside. Jack la fait sortir et la fait venir au Society ou il lui parle de son projet et lui lit la lettre qu'elle a écrite a John. Cependant, lorsque Jack finit de lire la lettre, Dina évoque le nom de « Stuart » et non celui de John. Jack se demande qui est ce Stuart et en parle a Traci qui pense qu'il s'agit de Stuart Brooks, un des anciens camarades de Dina a l'époque du lycée. Traci contacte les enfants de Stuart qui lui font parvenir la lettre de leur père qui répondait a Dina a l'époque. De là, ils apprennent qu'une merveilleuse et terrible soirée a eu lieu au manoir Abbott un soir du 3 juin après le bal du lycée. Pour en apprendre plus, ils vont venir une amie de Dina de l'époque, Doris. Celle-ci confirme bien les dires de Dina concernant la soirée mais prétend avoir des souvenirs floues avant d'admettre qu'elle se souvient des détails de la soirée. Elle raconte a Jack et Traci qu'à cette époque, Dina était en couple avec John mais qu'elle s'était rapprochée de Stuart qui était amoureux d'elle. Pendant la soirée, les deux se sont éclipsées et sont allées faire l'amour. Le lendemain, Dina avait soudainement interrompue ses études et avait pris la décision de disparaître. Traci en déduit que Dina a fini enceinte et Doris confirme ses dires en disant qu'elle a accouché d'un petit garçon et qu'il a été confié à l'adoption. Traci et Jack sont bouleversés et trouvent une lettre qui prouve qu'elle a bien eu un enfant avec Stuart avant son mariage avec John qu'elle l'a confié à l'adoption. Ils découvrent qu'elle a confié son fils a Ralph et Margaret Vanderway. Ce nom tilte l'intuition de Jack, qui fait le lien avec Theo Vanderway, l'ancien ami de Kyle. Jack contacte son fils et lui demande des renseignements sur le passé de Theo, ce qui interroge Kyle jusqu'à ce qu'il apprenne par Traci ce qu'ils ont découvert et que Theo pourrait être son cousin. Jack contacte Theo afin de lui faire part de cette nouvelle, au détriment de Kyle qui lui déconseille de l'informer de cette nouvelle a cause du comportement avide et destructeur de Theo. Ce dernier répond tout de même au rendez-vous de Jack ou il apprend toute la vérité a propos de ses origines (épisodes diffusées en septembre 2022 sur TF1). Jack lui propose ensuite d'effectuer un test ADN. Quelques jours plus tard, Jack reçoit les résultats et les partage avec Kyle et Lola avant de le partager a Theo : celui-ci est bien le petit-fils de Dina.

### La mort de Dina
- Fin 2019, sentant que la vie de leur mère sur terre touche petit à petit a sa fin, les Abbott décident de faire sortir Dina de l'établissement de soins ou elle résidait pour revivre vivre dans la résidence Abbott et pour profiter des derniers instants avec elle. Jack, Ashley et Traci se remémorent les moments passées avec Dina en lisant des lettres d'excuses qu'elle a fait pour eux lorsqu'elle les a abandonnées ou encore en regardant un film fait par leur père John Abbott lorsqu'il étaient enfants. Au mois d'août 2020, Jack aperçoit en regardant une photo souvenir de Dina et Jack, bébé, d'un collier que sa mère porte au cou. Intrigué par ce collier, il se lance dans une quête de recherches avec Traci. Cette dernière lui apprend que le collier qui porte le nom de "La larme de l'amour" provient de l'étranger. John l'avait acquis et offerte a Dina puis le collier avait disparu et a fait le tour du monde, étant même revenu a Genoa City près de Victor. Jack est désespéré mais n'abandonne pas. Un jour, en parlant a Lauren, il apprend que Neil Fenmore, le défunt père de cette dernière, est la dernière personne qui détenait le collier. Lauren réussit a rapatrier les affaires de son père et retrouve le collier, qu'elle donne a Jack. Celui-ci réunit l'ensemble des Abbott et leur annonce avoir retrouvé le collier. Dina, qui dormait jusque-là, se réveille et les rejoint. Jack lui présente alors son collier disparu. Dina est émue et dans un moment de lucidité, adresse un dernier mot a ses enfants avant de rendre son dernier souffle. Dina décède le 16 octobre 2020 (épisode diffusé le 1er mai 2023 en France sur TF1).

### Harrison Locke. Jr, le petit-fils de Jack
- En février 2021, Kyle reçoit un appel de son cousin Theo Vanderway. Ce dernier lui rappelle un évènement festif survenu il y a 3 ans. De cet évènement, Kyle a rencontré une femme plus âgée que lui du nom de Tara Locke, femme d'un grand homme d'affaires qui à mauvaise réputation, Ashland Locke. Tara et Kyle auraient couchés ensemble et leur liaison aurait donné naissance à un petit garçon de 2 ans et demi, Harrison Locke, Jr et seule Tara est au courant de la paternité de son fils. Peu après, Tara et Ashland débarquent à Genoa City dans le but de vendre l'entreprise d'Ashland, Cyaxares Media au plus offrant. C'est finalement Victor et Adam qui acquièrent l'entreprise. Quelques mois plus tard, alors que Kyle et Summer célèbrent leurs fiançailles, Tara revient quelques semaines plus tard accompagné de son fils Harrison et demande a Kyle de l'aider car Ashland à découvert la liaison entre Tara et Kyle. Ce dernier rencontre son fils et raconte à Jack le passif qu'il a avec Tara et lui apprend en même temps qu'il est grand-père (épisodes diffusé entre septembre 2023 et janvier 2024 sur TF1).

### La mort de Keemo
- Le 17 février 2022 (épisode diffusé à partir du 4 septembre 2024 en France sur TF1), Jack reçoit un message mystérieux d'un numéro inconnu avec une adresse menant a Los Angeles. Il pense au départ qu'il s'agit d'une erreur mais son interlocuteur lui affirme qu'il s'adresse bien a Jack Abbott et qu'il doit se rendre a Los Angeles. Il en parle à Phyllis, qui fait ses recherches et apprend que l'adresse du destinataire est habité par un certain Hao Nguyen. Cette information tracasse Jack, qui fait le lien avec Luan, son ex-femme décédée, puisque son nom de jeune fille est Nguyen et son père se prénommait également "Hao Nguyen". Jack ne pense pas qu'il s'agit du grand-père de son fils aîné Keemo puisqu'il est décédé avant qu'il fasse la connaissance de Luan. Il comprend vite que Keemo est possiblement Hao Nguyen puisqu'il avait exprimé par mail le souhait de changer de nom et de prendre le nom de famille son grand-père. Phyllis pense alors que Keemo est peut-être le détenteur des messages mais Jack en doute. Phyllis propose que Jack le contacte pour en avoir le cœur net mais Jack prétend qu'il n'a pas le numéro de son fils puisqu'il change souvent de numéro avant d'avouer a Phyllis puis Traci qu'il a menti sur sa relation avec son fils et qu'il n'a plus aucun contact avec Keemo depuis des années, ce dernier lui en voulant de lui avoir caché la maladie de sa mère avant son décès a souhaité couper tout contact avec son père après son départ.

- Malgré le fait qu'il soit blessé par l'issue de sa relation avec Keemo, Jack tient a découvrir ce qu'il se passe et qui est l'émetteur des messages. En faisant des recherches sur internet, Jack et Phyllis découvrent que Hao Nguyen est décédé trois semaines plus tôt. Jack a la confirmation que Hao était bien Keemo lorsqu'il regarde la date de naissance dans l'acte de décès d'Hao Nguyen, identique a celle de son fils et en observant des photos en hommage a Hao Nguyen, il reconnaît bien son fils Keemo (épisode diffusé le 11 septembre 2024 sur TF1). Jack est dévasté d'apprendre le décès de son fils et qu'il n'aura jamais l'occasion de se réconcilier avec lui. Il décide tout de même de se rendre a Los Angeles chercher des réponses et savoir pourquoi son interlocuteur mystère a tenté de lui faire comprendre que Keemo est décédé. Jack raconte l'histoire a William et celui-ci souhaite l'accompagner a Los Angeles, tout comme Traci et Phyllis mais Jack refuse d'infliger a Traci et William la douleur de la perte d'un enfant, par rapport a Colleen et Cordélia. En revanche, il accepte que Phyllis l'accompagne a Los Angeles.

- En arrivant devant la maison de Keemo, Jack et Phyllis font face a une maison vide en pleine rénovation. Il trouve un carton contenant des courriers lui étant adressées mais jamais envoyées puisque sans timbre. Jack lit ces lettres ou Keemo exprime la haine qu'il ressent vis-à-vis de son père et d'autres lettres ou il dit lui avoir pardonné mais sans vouloir reconstruire une relation avec lui. Jack comprend que Keemo a rédigé toutes ces lettres dans les 12 mois survenant sa mort, comme s'il savait qu'il allait mourir et se demande si son fils était malade. En voulant voir s'il y'a d'autres lettres, Phyllis remarque une photo de Keemo en compagnie de trois femmes datant de 2012 : deux femmes adultes ainsi qu'une petite fillette. Jack reconnaît Mai, la demi-sœur de Keemo mais pas les deux autres femmes. Jack se sent coupable de fouiller dans les affaires de son fils décédé mais Phyllis l'encourage a continuer car il y'a une raison pour laquelle on a conduit Jack chez Keemo. En continuant de fouiller, Jack trouve un collier qu'il avait offert a Luan lors de Noël 1995, la photo de mariage de lui et Luan et l'acte de reconnaissance de paternité de Keemo. Jack comprend que son fils n'avait pas totalement renié son existence. Phyllis se demande tout de même si l'une des trois femmes en compagnie de Keemo est le fameux destinataire des messages. Jack se pose également la question sur son identité, étant donné qu'il n'a toujours aucune réponse de sa part.

- Le lendemain lorsqu'ils reviennent chez Keemo, Phyllis remarque une odeur de parfum qui n'était pas présente la veille et en déduit que quelqu'un est entré en leur absence. Ils ne trouvent aucune trace de passage de quelqu'un, sauf la photo d'une jeune femme qui n'était pas présente sur le carton. Au dos de la photo est inscrit un nom : Allie, ainsi qu'un numéro de téléphone. Jack compare la photo d'Allie avec la photo de Keemo avec les trois femmes au Vietnam et en conclut qu'Allie est la jeune fille de la photo datant de 2012, il se décide alors de la contacter pour lui parler de Keemo (en mentionnant le nom « Hao Nguyen », tel qu'elle l'a connue). Allie accepte de le rencontrer un peu plus tard dans la journée. Ils pensent qu'Allie pourrait être la fameuse destinatrice des messages mystérieux. Lorsqu'Allie arrive, elle pense faire face a des banquiers ou des avocats qui souhaitent discuter de l'héritage de Keemo. Jack lui explique qu'il ne sont ni l'un, ni l'autre mais qu'il a bien connu Hao Nguyen auparavant puisque c'est son fils (épisode diffusée le 26 septembre 2024 sur TF1).

- Allie pense que Jack se trompe puisqu'elle est la fille d'Hao/de Keemo et elle n'a jamais entendu parler de Jack Abbott donc impossible qu'il soit son grand-père. Ce dernier comprend alors qu'Allie est sa petite-fille, qu'elle n'est pas l'auteure des messages qu'il reçoit et que Keemo ne lui a jamais parlé de lui. Pour prouver la véracité de ses dires, Jack raconte a Allie le passif d'Hao lorsqu'il s'appelait encore Keemo et l'histoire qui le lie a son père Jack. Allie se montre méfiante au départ mais plus Jack apporte de preuves, plus elle arrive a croire les dires de son grand-père. Voyant Allie triste, Jack se demande si elle a un entourage qui peur l'épauler dans cette épreuve. Allie leur dit qu'elle n'a personne, ses parents ont divorcés il y'a quelques années et la mère d'Allie a déménagée. Phyllis se demande si la mère d'Allie est celle qui a envoyée Jack a Los Angeles mais Allie ne pense pas que ce soit le cas. Etant bouleversée, cette dernière refuse de poursuivre leur conversation, souhaite partir et dit refuser le soutien de Jack ou même de nouer une relation avec lui. Elle revient un peu plus tard en apportant une petite statuette appartenant a Keemo et la donne a Jack en guise de souvenir, cependant elle ne change pas d'avis concernant sa décision.

- En rentrant a Genoa, Jack reçoit a nouveau des messages de l'émetteur anonyme disant qu'il n'aurait pas du laisser partir Allie et qu'il va arranger le coup pour Jack. Il l'apprend a Phyllis, Traci et William tout en apprenant a son frère et sa sœur qu'ils ont une petite-nièce. Phyllis et William encouragent Jack a contacter Allie tandis que Traci l'encourage a prendre son temps avant de la recontacter. Jack suit finalement le conseil de Phyllis et William et décide de recontacter Allie, lui annonçant qu'il sera de passage a Los Angeles pour quelques jours. Il reçoit ensuite un autre message anonyme qui lui dit qu'elle est sur le coup pour Allie. Phyllis se pose toujours des questions sur l'identité de cette personne tandis que Jack ne souhaite pas en apprendre davantage, de peur de faire fuir son interlocuteur anonyme.

- Le 30 mars, Jack est de passage a Los Angeles et revoit Allie. Les deux ont une discussion profonde sur ce qu'ils ressentent depuis le décès de Keemo et leur rencontre. Ils apprennent également a faire plus ample connaissance. Jack découvre que sa petite-fille a un intérêt pour la biologie puisqu'elle suit un cursus dans ce domaine, tout comme son père par le passée et sa grand-tante Ashley. Après le départ d'Allie, Jack raconte a Phyllis son entrevue avec sa petite-fille et dit que ca s'est bien passé, avant de recevoir un message d'Allie qui souhaite le voir dans la maison de Keemo. Lorsque Jack se rend chez Keemo, il retrouve Allie en compagnie d'une femme qui ressemble trait pour trait a Diane Jenkins (épisode diffusée le 10 octobre 2024 sur TF1).

### Diane Jenkins, de retour d'entre les morts
- Le 30 mars 2022 (épisode diffusé le 10 octobre 2024 sur TF1), Jack revoit pour la première fois son ex Diane Jenkins, tuée en août 2011. Il n'arrive tout d'abord pas a croire qu'il s'agit d'elle, puis se rend compte que c'est vraiment Diane qui est en face d'elle. Diane quémande le pardon de Jack mais il refuse avant de s'en aller. Lorsqu'il retrouve Allie, il lui demande si elle est complice de Diane et Allie jure qu'elle n'y est pour rien dans cette histoire et ignore tous les détails, il comprend qu'elle s'est faite manipuler par Diane, s'étant fait passer pour une certaine Taylor Jensen qui voulait acquérir la maison de Keemo. Jack comprend que c'est elle l'émettrice mystère des messages anonymes et qu'elle a achetée la maison de Keemo pour pouvoir se rapprocher de lui. Il explique a Allie le passif de Diane et que c'est une criminelle s'étant fait passer pour morte ayant fait souffrir beaucoup de monde a Genoa City et que c'est la mère de son fils Kyle. Il reçoit un peu plus tard un SMS de Diane lui demandant de revenir. Jack accepte de revenir bien qu'il n'en ait pas l'envie.

- En retrouvant a nouveau Diane, Jack lui laisse l'opportunité d'expliquer les raisons pour lesquelles elle a abandonné sa vie ainsi que son fils a Genoa. Diane apprend a Jack que l'idée de simuler sa mort lui est venu car toute la ville la détestait et qu'elle a monté de toutes pièces son assassinat avec l'aide de Deacon Sharpe qui a volé un corps a la morgue et l'a fait passer pour celui de Diane. Elle explique ensuite les raisons qui l'ont poussées a abandonner Kyle qui n'était qu'un jeune garçon à l'époque et fait part de son désir a Jack l'aider a renouer avec leur fils étant donné qu'elle l'a aidée a rencontrer sa petite-fille mais Jack refuse d'en entendre plus, lui rentre dedans moralement et s'en va. Lorsqu'il appelle Phyllis, il est énigmatique mais n'en dit pas plus. Phyllis comprend que quelque chose se passe et décide de le rejoindre a Los Angeles. En arrivant sur place, elle apprend de la bouche de Jack que Diane est en réalité vivante, qu'il l'a revue et que c'est elle l'interlocuteur mystère qui l'a emmené ici.

- Phyllis lui demande ce qu'il compte faire de la nouvelle. Jack lui annonce que Diane lui a demandée de l'aider a renouer avec leur fils mais Jack refuse de mêler Kyle a cette histoire. Phyllis pense qu'il fait une erreur et l'encourage au contraire a mettre Kyle au courant que sa mère est toujours en vie. Jack finit par accepter de mettre son fils au courant avant que Diane puisse intervenir d'elle-même. Jack et Phyllis retrouvent Diane et apprennent qu'elle souhaite contacter Kyle d'elle-même pour lui mettre au courant, espérant qu'il sera plus à même de comprendre. Jack refuse de laisser Diane agir et décide de lui-même d'appeler Kyle. Il prétexte une excuse pour le faire venir a Genoa et dit a Phyllis que Kyle et Harrison passeront prochainement en ville (Summer a trop de travail), il préfère annoncer a son fils en face à face la nouvelle sur Diane.

- Jack revient en ville et annonce a ses frères et sœurs la résurrection de Diane d'entre les morts. Il fait des recherches sur la vie que menait Diane pendant son absence et apprend que sous le nom de "Taylor Jensen", Diane a repris sa carrière d'agente immobilière, a obtenu un salaire moindre de ce qu'elle recevait lorsqu'elle était Diane Jenkins mais qu'elle a tout de même réussi a exceller. Jack apprend ensuite par Phyllis que Diane a débarquée a Genoa et qu'elle réside au Grand Phoenix sous son nom d'emprunt, Taylor Jensen. En comprenant qu'elle est revenue en ville pour essayer de parler a Kyle d'elle même, il va la confronter pour essayer de l'empêcher de commettre une erreur. Le lendemain du terrible accident qui a causé le décès de Rey (voir Rey Rosales ou Victoria Newman), Jack et Phyllis s'aperçoivent que Diane tente de sortir du Grand Phoenix et font tout pour la retenir, la renvoyant dans sa suite. Mais Nikki, de passage dans les lieux, les remarque et demande a Jack ce qu'il se passe. Au départ réticent a tout lui dire, Jack finit par lui avouer qu'il s'agit de Diane Jenkins, bel et bien en vie et lui raconte comment elle a simulée sa mort. Nikki souhaite voir et confronter Diane. Un peu plus tard, Jack reçoit un message de Kyle qui vient d'atterrir a Genoa. Avec Phyllis, ils laissent Nikki et Diane régler leurs comptes. En retrouvant ensuite Kyle, Jack lui explique les véritables raisons qui ont fait qu'il est présent en ville : sa mère est toujours en vie et souhaite renouer avec lui (épisode diffusée le 6 novembre 2024 sur TF1). Kyle est abasourdi et en colère d'apprendre que sa mère lui a menti durant toutes ces années et ne sait pas quoi faire de l'information. Jack lui dit que lui seul a la décision de vouloir ou non renouer avec sa mère.

## Photographie et biographie de l'auteur
- « Peter Bergman : The Young and the Restless on CBS », sur cbs.com via Wikiwix (consulté le 8 février 2024)